# Persone di nome Richard
| Questa pagina contiene informazioni ricavate automaticamente dalle voci biografiche con l'ausilio del template Bio e di un bot. L'aggiornamento è periodico e automatico e ricostruisce completamente la pagina. Se manca una persona in questa lista, sei pregato di non aggiungerla, ma accertati piuttosto che la sua voce biografica contenga il template Bio e che i dati anagrafici siano correttamente compilati. Se il template Bio manca, inseriscilo tu stesso o, in alternativa, metti l'avviso {{tmp\|Bio}} che ne segnala la mancanza. Se i dati riportati sono sbagliati, correggi direttamente la voce biografica; le modifiche saranno visibili in questa lista entro pochi giorni. Per chiarimenti vedi il progetto antroponimi. La lista contiene solo le 1.801 persone che sono citate nell'enciclopedia e per le quali è stato implementato correttamente il template Bio. Pagina aggiornata al 6 ago 2025. |

Questa è una lista di persone presenti nell'enciclopedia che hanno il nome Richard, suddivise per attività principale.

## Abati(2)
- Richard le Gras, abate e politico inglese (Guascogna, † 1242)
- Richard Whiting, abate inglese (Wrington - Glastonbury, † 1539)

## Agronomi(1)
- Richard Weston, agronomo britannico (n. 1591 - † 1652)

## Allenatori di calcio(27)
- Dick Advocaat, allenatore di calcio e ex calciatore olandese (L'Aia, n. 1947)
- Richard Chaplow, allenatore di calcio e ex calciatore inglese (Accrington, n. 1985)
- Richard Cresswell, allenatore di calcio e ex calciatore inglese (Bridlington, n. 1977)
- Richard Dinnis, allenatore di calcio inglese (Clitheroe, n. 1942)
- Richard Dostálek, allenatore di calcio e ex calciatore ceco (Jarošov, n. 1974)
- Richard Dryden, allenatore di calcio e ex calciatore inglese (Stroud, n. 1969)
- Richard Dunne, allenatore di calcio e ex calciatore irlandese (Tallaght, n. 1979)
- Richard Golz, allenatore di calcio e ex calciatore tedesco (Berlino Ovest, n. 1968)
- Dick Groves, allenatore di calcio inglese
- Dick Hall, allenatore di calcio e ex calciatore inglese (Isola di Portland, n. 1945)
- Ricki Herbert, allenatore di calcio e ex calciatore neozelandese (Auckland, n. 1961)
- Richard Hill, allenatore di calcio e ex calciatore inglese (Hinckley, n. 1963)
- Richard Kitzbichler, allenatore di calcio e ex calciatore austriaco (Wörgl, n. 1974)
- Richard Klug, allenatore di calcio ungherese (Budapest, n. 1891)
- Richard Knopper, allenatore di calcio e ex calciatore olandese (Rijswijk, n. 1977)
- Richard Møller Nielsen, allenatore di calcio e calciatore danese (Ølgod, n. 1937 - Odense, † 2014)
- Richard Money, allenatore di calcio e ex calciatore britannico (Lowestoft, n. 1955)
- Richard Morales, allenatore di calcio e ex calciatore uruguaiano (Montevideo, n. 1975)
- Richard Páez, allenatore di calcio e ex calciatore venezuelano (Mérida, n. 1952)
- Ricky Sbragia, allenatore di calcio e ex calciatore scozzese (Lennoxtown, n. 1956)
- Richard Tardy, allenatore di calcio francese (Saint-Chamas, n. 1950)
- Richiard Vanigli, allenatore di calcio e ex calciatore italiano (Forlì, n. 1971)
- Richie Wellens, allenatore di calcio e ex calciatore inglese (Manchester, n. 1980)
- Richie Williams, allenatore di calcio e ex calciatore statunitense (New York City, n. 1970)
- Richard Wilson, allenatore di calcio e ex calciatore neozelandese (Nelson, n. 1956)
- Richard Witschge, allenatore di calcio e ex calciatore olandese (Amsterdam, n. 1969)
- Richard Wright, allenatore di calcio e ex calciatore inglese (Ipswich, n. 1977)

## Allenatori di football americano(1)
- Dick Vermeil, allenatore di football americano statunitense (Calistoga, n. 1936)

## Allenatori di hockey su ghiaccio(2)
- Rick Ley, allenatore di hockey su ghiaccio e ex hockeista su ghiaccio canadese (Orillia, n. 1948)
- Richard Park, allenatore di hockey su ghiaccio e ex hockeista su ghiaccio sudcoreano (Seul, n. 1976)

## Allenatori di pallacanestro(11)
- Richie Adubato, allenatore di pallacanestro statunitense (Irvington, n. 1937)
- Rick Barnes, allenatore di pallacanestro statunitense (Hickory, n. 1954)
- Rick Carlisle, allenatore di pallacanestro e ex cestista statunitense (Ogdensburg, n. 1959)
- Richard Dukeshire, allenatore di pallacanestro statunitense (Somerville, n. 1933 - † 2012)
- Dick Harter, allenatore di pallacanestro statunitense (Pottstown, n. 1930 - Hilton Head, † 2012)
- Rick Majerus, allenatore di pallacanestro statunitense (Sheboygan, n. 1948 - Los Angeles, † 2012)
- Digger Phelps, allenatore di pallacanestro statunitense (Beacon, n. 1941)
- Rick Pitino, allenatore di pallacanestro, dirigente sportivo e ex cestista statunitense (New York, n. 1952)
- Richard Pitino, allenatore di pallacanestro statunitense (Boston, n. 1982)
- Dick Versace, allenatore di pallacanestro e dirigente sportivo statunitense (Fort Bragg, n. 1940 - † 2022)
- Dick Vitale, allenatore di pallacanestro e telecronista sportivo statunitense (Passaic, n. 1939)

## Allenatori di tennis(2)
- Richard Krajicek, allenatore di tennis e ex tennista olandese (Rotterdam, n. 1971)
- Richard Williams, allenatore di tennis statunitense (Shreveport, n. 1942)

## Alpinisti(1)
- Richard Henry Budden, alpinista inglese (Stoke Newington, n. 1826 - Torino, † 1895)

## Altisti(2)
- Richard Dahl, altista svedese (Landskrona, n. 1933 - † 2007)
- Dick Fosbury, altista statunitense (Portland, n. 1947 - Portland, † 2023)

## Ambasciatori(1)
- Richard Grenell, ambasciatore e politico statunitense (Jenison, n. 1966)

## Ammiragli(8)
- Richard Bell-Davies, ammiraglio e aviatore britannico (Kensington, n. 1886 - Gosport, † 1966)
- Richard Evelyn Byrd, ammiraglio e esploratore statunitense (Winchester, n. 1888 - Boston, † 1957)
- Richard L. Conolly, ammiraglio statunitense (Waukegan, n. 1892 - Jamaica Bay, † 1962)
- Richard Howe, I conte Howe, ammiraglio britannico (Londra, n. 1726 - Londra, † 1799)
- Richard Jackson, ammiraglio statunitense (Tuscumbia, n. 1866 - San Diego, † 1971)
- Richard O'Kane, ammiraglio statunitense (Dover, n. 1911 - Petaluma, † 1994)
- Richard Strachan, VI baronetto, ammiraglio britannico (Devon, n. 1760 - Londra, † 1828)
- Richard Trowbridge, ammiraglio inglese (Andover, n. 1920 - Portsmouth, † 2003)

## Anatomisti(3)
- Richard Altmann, anatomista tedesco (Iława, n. 1852 - Wermsdorf, † 1900)
- Richard L. Heschl, anatomista austriaco (Fürstenfeld, n. 1824 - Vienna, † 1881)
- Richard Zander, anatomista tedesco (Königsberg, n. 1855 - Königsberg, † 1918)

## Animatori(4)
- Dick Huemer, animatore, regista e sceneggiatore statunitense (New York, n. 1898 - Burbank, † 1979)
- Dick Lundy, animatore e regista statunitense (Sault Ste. Marie, n. 1907 - San Diego, † 1990)
- Richard Thompson, animatore e regista statunitense (Dakota del Sud, n. 1914 - Hermosa Beach, † 1998)
- Richard Williams, animatore e regista canadese (Toronto, n. 1933 - Bristol, † 2019)

## Antropologi(1)
- Richard Dorson, antropologo statunitense (New York, n. 1916 - New York, † 1981)

## Arabisti(1)
- Richard Bell, arabista britannico (Edimburgo, n. 1876 - Edimburgo, † 1952)

## Arbitri di pallacanestro(1)
- Dick Bavetta, ex arbitro di pallacanestro statunitense (Brooklyn, n. 1939)

## Archeologi(7)
- Richard Atkinson, archeologo britannico (Evershot, n. 1920 - Cardiff, † 1994)
- Richard Blanton, archeologo e antropologo statunitense (n. 1943)
- Richard Chandler, archeologo e grecista britannico (Hampshire, n. 1738 - West Berkshire, † 1810)
- Richard Colt Hoare, archeologo, antiquario e scrittore inglese (Londra, n. 1758 - Mere, † 1838)
- Richard Delbrück, archeologo tedesco (Jena, n. 1875 - Bonn, † 1957)
- Richard Hallock, archeologo statunitense (Passaic, n. 1906 - Chicago, † 1980)
- Richard Miles, archeologo, conduttore televisivo e storico britannico (Pembury, n. 1969)

## Architetti(15)
- Richard Boyle, III conte di Burlington, architetto inglese (Yorkshire, n. 1694 - † 1753)
- Richard Brademann, architetto tedesco (Halberstadt, n. 1884 - Berlino Ovest, † 1965)
- Richard Cassels, architetto irlandese (Kassel, n. 1690 - Kildare, † 1751)
- Richard Cromwell Carpenter, architetto britannico (Londra, n. 1812 - Londra, † 1855)
- Richard Morris Hunt, architetto statunitense (Brattleboro, n. 1827 - Newport, † 1895)
- Richard Meier, architetto statunitense (Newark, n. 1934)
- Richard Mique, architetto francese (Nancy, n. 1728 - Parigi, † 1794)
- Richard Neutra, architetto austriaco (Vienna, n. 1892 - Germania, † 1970)
- Richard Padovan, architetto e matematico britannico (n. 1935)
- Richard Barry Parker, architetto e urbanista britannico (Chesterfield, n. 1867 - Letchworth, † 1947)
- Richard Riemerschmid, architetto tedesco (Monaco di Baviera, n. 1868 - Monaco di Baviera, † 1957)
- Richard Rogers, architetto inglese (Firenze, n. 1933 - Londra, † 2021)
- Richard Norman Shaw, architetto scozzese (Edimburgo, n. 1831 - Londra, † 1912)
- Richard Upjohn, architetto britannico (Shaftesbury, n. 1802 - Garrison, † 1878)
- Richard Bouwens van der Boijen, architetto francese (n. 1863 - † 1939)

## Arcieri(1)
- Butch Johnson, arciere statunitense (Worcester, n. 1955 - Woodstock, † 2024)

## Arcivescovi anglicani(2)
- Richard Bancroft, arcivescovo anglicano inglese (Farnworth, n. 1544 - Lambeth Palace, † 1610)
- Richard Whately, arcivescovo anglicano, logico e teologo britannico (n. 1787 - † 1863)

## Arcivescovi cattolici(5)
- Richard Anthony Burke, arcivescovo cattolico irlandese (Clonmel, n. 1949)
- Richard Joseph Gagnon, arcivescovo cattolico canadese (Lethbridge, n. 1948)
- Richard Garth Henning, arcivescovo cattolico statunitense (Rockville Centre, n. 1964)
- Richard Palmer, arcivescovo cattolico inglese (Inghilterra - Messina, † 1195)
- Richard William Smith, arcivescovo cattolico canadese (Halifax, n. 1959)

## Artisti(4)
- Richard Artschwager, artista, pittore e scultore statunitense (Washington, n. 1923 - † 2013)
- Richard Dölker, artista tedesco (Schönberg, n. 1896 - Kohlgraben, † 1955)
- Richard Klein, artista tedesco (Monaco di Baviera, n. 1890 - Weßling, † 1967)
- Richard Martel, artista canadese (Chicoutimi, n. 1950)

## Artisti marziali(1)
- Richard Douieb, artista marziale francese (Gerusalemme, n. 1956)

## Artisti marziali misti(1)
- Rich Franklin, artista marziale misto statunitense (Cincinnati, n. 1974)

## Assassini(2)
- Richard Allen Davis, assassino statunitense (San Francisco, n. 1954)
- Richard Speck, assassino statunitense (Kirkwood, n. 1941 - Joliet, † 1991)

## Assassini seriali(3)
- Richard Laurence Marquette, serial killer statunitense (Portland, n. 1934)
- Richard Ramirez, serial killer statunitense (El Paso, n. 1960 - Greenbae, † 2013)
- Richard Trenton Chase, assassino seriale statunitense (Sacramento, n. 1950 - Vacaville, † 1980)

## Astisti(1)
- Richard Spiegelburg, astista tedesco (Georgsmarienhütte, n. 1977)

## Astronauti(10)
- Richard Arnold, astronauta e insegnante statunitense (Cheverly, n. 1963)
- Richard Covey, ex astronauta statunitense (n. 1946)
- Richard Gordon, astronauta statunitense (Seattle, n. 1929 - San Marcos, † 2017)
- Richard Hieb, ex astronauta statunitense (Jamestown, n. 1955)
- Rick Husband, astronauta statunitense (Amarillo, n. 1957 - Texas, † 2003)
- Richard Mastracchio, ex astronauta statunitense (Waterbury, n. 1960)
- Richard Mullane, ex astronauta statunitense (Wichita Falls, n. 1945)
- Richard Noel Richards, ex astronauta statunitense (Key West, n. 1946)
- Richard Searfoss, astronauta statunitense (Mount Clemens, n. 1956 - Bear Valley Springs, † 2018)
- Richard Truly, astronauta statunitense (Fayette, n. 1937 - Genesee, † 2024)

## Astronomi(17)
- Richard P. Binzel, astronomo statunitense (Washington Court House, n. 1958)
- Richard P. Boyle, astronomo statunitense (Everett, n. 1943)
- Richard Christopher Carrington, astronomo inglese (Chelsea, n. 1826 - Churt, † 1875)
- Richard G. Davis, astronomo statunitense
- Richard Dunthorne, astronomo britannico (Ramsey, n. 1711 - Cambridge, † 1775)
- Richard Gierlinger, astronomo austriaco (n. 1967)
- Richard Erik Hill, astronomo statunitense (n. 1949)
- Richard E. Jones, astronomo statunitense
- Richard A. Kowalski, astronomo statunitense (n. 1963)
- Richard Damon Lines, astronomo statunitense (Wynne, n. 1916 - Jonesboro, † 1992)
- Richard Miles, astronomo britannico
- Richard Anthony Proctor, astronomo inglese (Londra, n. 1837 - New York, † 1888)
- Richard Schorr, astronomo tedesco (Cassel, n. 1867 - Bad Gastein, † 1951)
- Richard Terrile, astronomo statunitense (New York, n. 1951)
- Richard Hawley Tucker, astronomo statunitense (Wiskasset, n. 1859 - † 1952)
- Richard Martin West, astronomo danese (Copenaghen, n. 1941)
- Richard van der Riet Woolley, astronomo britannico (Weymouth, n. 1906 - Somerset West, † 1986)

## Atleti paralimpici(2)
- Richard Reelie, ex atleta paralimpico canadese (n. 1964)
- Richard Ruffalo, ex atleta paralimpico e insegnante statunitense

## Attivisti(3)
- Richard Barrett, attivista e avvocato statunitense (New York, n. 1943 - Pearl, † 2010)
- Dick Leitsch, attivista statunitense (Louisville, n. 1935 - New York, † 2018)
- Richard Pankhurst, attivista, avvocato e politico britannico (Stoke-on-Trent, n. 1836 - Victoria Park, † 1898)

## Attori pornografici(1)
- Richard Langin, attore pornografico francese (n. 1963)

## Attori teatrali(1)
- Richard Burbage, attore teatrale britannico (Londra, n. 1568 - Londra, † 1619)

## Autori di giochi(1)
- Richard Garfield, autore di giochi statunitense (Filadelfia, n. 1963)

## Autori di videogiochi(1)
- Richard Garriott, autore di videogiochi e ex astronauta britannico (Cambridge, n. 1961)

## Aviatori(3)
- Richard Bach, aviatore e scrittore statunitense (Oak Park, n. 1936)
- Richard Jeffries Dawes, aviatore canadese (Lachine, n. 1897 - Montreal, † 1983)
- Richard Saul, aviatore e generale britannico (Dublino, n. 1891 - Regno Unito, † 1965)

## Avvocati(5)
- Richard Bland, avvocato e politico britannico (n. 1710 - † 1776)
- Richard Henn Collins, avvocato irlandese (Dublino, n. 1842 - Hove, † 1911)
- Richard Jeffrey Danzig, avvocato statunitense (New York, n. 1944)
- Richard North Patterson, avvocato e scrittore statunitense (Berkeley, n. 1947)
- Dick Pound, avvocato, dirigente sportivo e ex nuotatore canadese (St. Catharines, n. 1942)

## Banchieri(3)
- Richard Cantillon, banchiere e economista irlandese (Ballyheigue, n. 1680 - Londra, † 1734)
- Richard Severin Fuld, banchiere statunitense (New York, n. 1946)
- Richard Thornton Wilson, banchiere statunitense (n. 1829 - New York, † 1910)

## Baritoni(3)
- Richard Bonelli, baritono statunitense (Port Byron, n. 1889 - Los Angeles, † 1980)
- Richard Breitenfeld, baritono tedesco (Reichenberg, n. 1869 - Terezín, † 1942)
- Richard Fredricks, baritono statunitense (Los Angeles, n. 1933)

## Bassi(2)
- Richard Leveridge, basso e compositore inglese (Saint Martin-in-the-Fields, n. 1670 - Londra, † 1758)
- Richard Van Allan, basso inglese (Nottingham, n. 1935 - Londra, † 2008)

## Bassisti(6)
- Rick Danko, bassista e cantante canadese (Green's Corners, n. 1943 - New York, † 1999)
- Rik Fox, bassista statunitense (Amityville, n. 1956)
- Ric Grech, bassista e polistrumentista britannico (Bordeaux, n. 1946 - Leicester, † 1990)
- Richard Hell, bassista, cantante e compositore statunitense (Lexington, n. 1949)
- Richard Sinclair, bassista, chitarrista e cantante britannico (Herne Bay, n. 1948)
- Rick Wills, bassista britannico (Londra, n. 1947)

## Batteristi(7)
- Richard Coughlan, batterista britannico (Herne Bay, n. 1947 - Broadstairs, † 2013)
- Richie Hayward, batterista statunitense (n. 1946 - Victoria, † 2010)
- Richard Hughes, batterista britannico (Gravesend, n. 1975)
- Arin Ilejay, batterista statunitense (Ventura, n. 1988)
- Ric Parnell, batterista e attore britannico (Londra, n. 1951 - Missoula, † 2022)
- Richie Ramone, batterista statunitense (Passaic, n. 1957)
- Rikki Rockett, batterista statunitense (Mechanicsburg, n. 1961)

## Biblisti(4)
- Richard Bauckham, biblista e teologo inglese (Londra, n. 1946)
- Richard A. Horsley, biblista statunitense (n. 1939)
- Richard Longenecker, biblista statunitense (Mishawaka, n. 1930 - Brantford, † 2021)
- Richard Francis Weymouth, biblista e traduttore britannico (Plymouth, n. 1822 - † 1902)

## Biochimici(4)
- Tim Hunt, biochimico britannico (Neston, n. 1943)
- Richard Kuhn, biochimico tedesco (Vienna, n. 1900 - Heidelberg, † 1967)
- Richard Roberts, biochimico e biologo inglese (Derby, n. 1943)
- Richard Laurence Millington Synge, biochimico britannico (Liverpool, n. 1914 - Norwich, † 1994)

## Biologi(9)
- Richard Ellis, biologo e illustratore statunitense (New York, n. 1938 - Norwood, † 2024)
- Richard Henderson, biologo e biofisico britannico (Edimburgo, n. 1945)
- Richard Kirwan, biologo irlandese (Cloughballymore, n. 1733 - Dublino, † 1812)
- Richard Lewontin, biologo e genetista statunitense (New York, n. 1929 - Cambridge, † 2021)
- Richard Owen, biologo e paleontologo britannico (Lancaster, n. 1804 - Londra, † 1892)
- Richard Pfeiffer, biologo tedesco (Zduny, n. 1858 - Bad Landeck, † 1945)
- Richard Brooke Roberts, biologo statunitense (Titusville, n. 1910 - † 1980)
- Richard Evans Schultes, biologo e botanico statunitense (Boston, n. 1915 - Boston, † 2001)
- Richard E. Young, biologo statunitense (n. 1938)

## Bobbisti(5)
- Richard Adjei, bobbista, giocatore di football americano e pallamanista tedesco (Düsseldorf, n. 1983 - † 2020)
- Richard Knuckles, ex bobbista statunitense
- Richard Webster Lawrence, bobbista statunitense (West Chazy, n. 1906 - Rochester, † 1974)
- Richard Oelsner, bobbista tedesco (n. 1994)
- Richard Parke, bobbista statunitense (Staten Island, n. 1893 - Sankt Moritz, † 1950)

## Boia(1)
- Richard Brandon, boia britannico (Londra, n. 1591 - Whitechapel, † 1649)

## Botanici(8)
- Richard Bateman, botanico britannico (n. 1955)
- Richard Émile Augustin de Candolle, botanico svizzero (Walton-on-Thames, n. 1868 - Vallon, † 1920)
- Richard William George Dennis, botanico e micologo britannico (Thornbury, n. 1910 - † 2003)
- Richard Kräusel, botanico tedesco (Breslavia, n. 1890 - Francoforte sul Meno, † 1966)
- Richard Anthony Salisbury, botanico inglese (Leeds, n. 1761 - Londra, † 1829)
- Richard Spruce, botanico e esploratore britannico (Ganthorpe, n. 1817 - Coneysthorpe, † 1893)
- Richard Weston, botanico e agronomo britannico (n. 1733 - † 1806)
- Richard von Wettstein, botanico austriaco (Vienna, n. 1863 - Trins, † 1931)

## Canoisti(2)
- Richard Hounslow, canoista britannico (n. 1981)
- Richard Riszdorfer, canoista slovacco (Komárno, n. 1981)

## Canottieri(7)
- Richard Boyle, canottiere britannico (Henley-on-Thames, n. 1888 - Pershore, † 1953)
- Dickie Burnell, canottiere britannico (Henley-on-Thames, n. 1917 - Henley-on-Thames, † 1995)
- Richard Egington, canottiere britannico (Warrington, n. 1979)
- Julius Körner, canottiere tedesco (Sülldorf, n. 1870 - Blankenese, † 1954)
- Richard Murphy, canottiere statunitense (Bettlewood, n. 1931 - † 2023)
- Richard Schmidt, canottiere tedesco (Ulma, n. 1987)
- Rusty Wailes, canottiere statunitense (Edmonds, n. 1936 - Seattle, † 2002)

## Cantanti(21)
- Eddy Arnold, cantante statunitense (Henderson, n. 1918 - Nashville, † 2008)
- Richard Barrett, cantante, cantautore e produttore discografico statunitense (Filadelfia, n. 1933 - Filadelfia, † 2006)
- Richard Manitoba, cantante statunitense (New York, n. 1954)
- Richard Butler, cantante e compositore britannico (Kingston upon Thames, n. 1956)
- Rik Emmett, cantante e chitarrista canadese (Toronto, n. 1953)
- Richard Fairbrass, cantante, bassista e conduttore televisivo britannico (Kingston upon Thames, n. 1953)
- Richard Gotainer, cantante e comico francese (Parigi, n. 1948)
- Richie Havens, cantante e chitarrista statunitense (Brooklyn, n. 1941 - Jersey City, † 2013)
- Dick Haymes, cantante e attore argentino (Buenos Aires, n. 1916 - Los Angeles, † 1980)
- Dickie Pride, cantante britannico (Thornton Heath, n. 1941 - † 1969)
- Abs Breen, cantante e personaggio televisivo inglese (Londra, n. 1979)
- Richard Moser jr., cantante svizzero (Bienne, n. 1944)
- Ric Ocasek, cantante, produttore discografico e compositore statunitense (Baltimora, n. 1944 - New York, † 2019)
- Rick Parfitt, cantante e chitarrista inglese (Woking, n. 1948 - Marbella, † 2016)
- Richard Patrick, cantante e chitarrista statunitense (Needham, n. 1968)
- Ritchie, cantante, polistrumentista e ballerino britannico (Beckenham, n. 1952)
- Richard Sanderson, cantante e musicista britannico (Taplow, n. 1953)
- Riki Sorsa, cantante finlandese (Helsinki, n. 1952 - Helsinki, † 2016)
- Dick Taylor, cantante, chitarrista e polistrumentista britannico (Dartford, n. 1943)
- Ritchie Valens, cantante e chitarrista statunitense (Pacoima, n. 1941 - Clear Lake, † 1959)
- Billy Vaughn, cantante, polistrumentista e direttore d'orchestra statunitense (Glasgow, n. 1919 - Escondido, † 1991)

## Cantautori(11)
- Outasight, cantautore, rapper e produttore discografico statunitense (Yonkers, n. 1983)
- Richard Ashcroft, cantautore britannico (Wigan, n. 1971)
- Rick Astley, cantautore britannico (Newton-le-Willows, n. 1966)
- Richard Berry, cantautore statunitense (Extension, n. 1935 - Inglewood, † 1997)
- Richard Hawley, cantautore, chitarrista e produttore discografico britannico (Sheffield, n. 1967)
- Shannon Hoon, cantautore e musicista statunitense (Lafayette, n. 1967 - New Orleans, † 1995)
- Richard Marx, cantautore, compositore e produttore discografico statunitense (Chicago, n. 1963)
- Little Richard, cantautore, pianista e attore statunitense (Macon, n. 1932 - Tullahoma, † 2020)
- Rick Springfield, cantautore, musicista e attore australiano (Sydney, n. 1949)
- Ringo Starr, cantautore, batterista e polistrumentista britannico (Liverpool, n. 1940)
- Richard Wright, cantautore, tastierista e polistrumentista britannico (Londra, n. 1943 - Londra, † 2008)

## Cardinali(3)
- Richard Kuuia Baawobr, cardinale e vescovo cattolico ghanese (Tom-Zendagangn, n. 1959 - Roma, † 2022)
- Richard James Cushing, cardinale statunitense (Boston, n. 1895 - Boston, † 1970)
- Richard Olivier de Longueil, cardinale francese (Jonques, n. 1406 - Sutri, † 1470)

## Cavalieri(1)
- Richard Meade, cavaliere britannico (Chepstow, n. 1938 - † 2015)

## Chimici(13)
- Richard Abegg, chimico tedesco (Danzica, n. 1869 - Tessin, † 1910)
- Richard Dixon, chimico britannico (Borough Green, n. 1930 - † 2021)
- Emil Erlenmeyer, chimico tedesco (Taunusstein, n. 1825 - Aschaffenburg, † 1909)
- Richard R. Ernst, chimico svizzero (Winterthur, n. 1933 - Winterthur, † 2021)
- Richard Heck, chimico statunitense (Springfield, n. 1931 - Manila, † 2015)
- Richard Manske, chimico tedesco (Berlino, n. 1901 - Guelph, † 1977)
- Richard Macy Noyes, chimico e fisico statunitense (Champaign, n. 1919 - † 1997)
- Richard Pribram, chimico austriaco (Praga, n. 1847 - Berlino, † 1928)
- Richard Schrock, chimico statunitense (Berne, n. 1945)
- Richard Smalley, chimico statunitense (Akron, n. 1943 - Houston, † 2005)
- Richard Martin Willstätter, chimico tedesco (Karlsruhe, n. 1872 - Muralto, † 1942)
- Richard Zare, chimico statunitense (Cleveland, n. 1939)
- Richard Adolf Zsigmondy, chimico austriaco (Vienna, n. 1865 - Gottinga, † 1929)

## Chirurghi(2)
- Richard Laming, chirurgo, filosofo e inventore britannico (Margate, n. 1799 - Arundel, † 1879)
- Richard von Volkmann, chirurgo tedesco (Lipsia, n. 1830 - Lipsia, † 1889)

## Chitarristi(20)
- Rikk Agnew, chitarrista statunitense (n. 1958)
- Richard Bennett, chitarrista, compositore e produttore discografico statunitense (Chicago, n. 1951)
- Richard Benson, chitarrista, cantautore e personaggio televisivo britannico (Woking, n. 1955 - Roma, † 2022)
- Richard Bishop, chitarrista statunitense
- Ritchie Blackmore, chitarrista britannico (Weston-super-Mare, n. 1945)
- Richard Brunelle, chitarrista statunitense (Springfield, n. 1964 - Tampa, † 2019)
- Dick Dale, chitarrista statunitense (Quincy, n. 1937 - Loma Linda, † 2019)
- Rick Dufay, chitarrista francese (Parigi, n. 1952)
- Rick Fenn, chitarrista britannico (n. 1953)
- Richard Fortus, chitarrista statunitense (Saint Louis, n. 1966)
- Ricky Gardiner, chitarrista e compositore scozzese (Edimburgo, n. 1948 - † 2022)
- Richard Henshall, chitarrista, tastierista e cantante britannico (Londra, n. 1984)
- Rick Hunolt, chitarrista statunitense (Berkeley, n. 1963)
- Richard Kruspe, chitarrista e cantante tedesco (Wittenberge, n. 1967)
- Richard Lloyd, chitarrista statunitense (Pittsburgh, n. 1951)
- Huw Lloyd-Langton, chitarrista inglese (Harlesden, n. 1951 - † 2012)
- Richie Sambora, chitarrista statunitense (Perth Amboy, n. 1959)
- Richard Supa, chitarrista e tastierista statunitense (Massapequa Park, n. 1944)
- Richard Thompson, chitarrista e cantautore inglese (Londra, n. 1949)
- Dick Wagner, chitarrista e cantante statunitense (Oelwein, n. 1942 - Phoenix, † 2014)

## Ciclisti su strada(11)
- Richard Bukacki, ciclista su strada olandese (Axel, n. 1946 - Sint-Niklaas, † 2024)
- Richard Carapaz, ciclista su strada ecuadoriano (El Carmelo, n. 1993)
- Richard Depoorter, ciclista su strada belga (Ichtegem, n. 1915 - Wassen, † 1948)
- Richard Huschke, ciclista su strada e pistard tedesco (Berlino, n. 1893 - Calw, † 1980)
- Richard Menapace, ciclista su strada austriaco (Termeno sulla Strada del Vino, n. 1914 - Salisburgo, † 2000)
- Richie Porte, ex ciclista su strada australiano (Launceston, n. 1985)
- Richard Rösch, ciclista su strada tedesco (Chemnitz)
- Richard Trinkler, ex ciclista su strada svizzero (Sirnach, n. 1950)
- Richard Van Genechten, ciclista su strada belga (Bruxelles, n. 1930 - Laeken, † 2010)
- Richard Virenque, ex ciclista su strada francese (Casablanca, n. 1969)
- Richard Voigt, ciclista su strada tedesco (Ottewitz)

## Ciclocrossisti(1)
- Richard Groenendaal, ex ciclocrossista, ciclista su strada e mountain biker olandese ('s-Hertogenbosch, n. 1971)

## Clarinettisti(2)
- Richard Mühlfeld, clarinettista tedesco (Bad Salzungen, n. 1856 - Meiningen, † 1907)
- Richard Stoltzman, clarinettista statunitense (Omaha, n. 1942)

## Collezionisti d'arte(1)
- Richard Wallace, collezionista d'arte, filantropo e politico britannico (Londra, n. 1818 - Parigi, † 1890)

## Comici(6)
- Rich Hall, comico, attore e autore televisivo statunitense (Alexandria, n. 1954)
- Richard Herring, comico e sceneggiatore britannico (Pocklington, n. 1967)
- Richard Jeni, comico e attore statunitense (New York, n. 1957 - Los Angeles, † 2007)
- Rich Little, comico, imitatore e attore canadese (Ottawa, n. 1938)
- Richard Pryor, comico, cabarettista e attore statunitense (Peoria, n. 1940 - Los Angeles, † 2005)
- Dick Shawn, comico e attore statunitense (Buffalo, n. 1923 - San Diego, † 1987)

## Compositori(27)
- Richard Addinsell, compositore britannico (Londra, n. 1904 - Brighton, † 1977)
- Richard Band, compositore statunitense (Los Angeles, n. 1953)
- Richard Rodney Bennett, compositore, pianista e docente inglese (Broadstairs, n. 1936 - New York, † 2012)
- Gavin Bryars, compositore e contrabbassista inglese (Goole, n. 1943)
- Richard Carlton, compositore inglese († 1638)
- Richard Carpenter, compositore statunitense (New Haven, n. 1946)
- Richard Chartier, compositore e artista statunitense (Los Angeles, n. 1971)
- Richard Davy, compositore, organista e direttore di coro inglese († 1507)
- Richard Dering, compositore inglese († 1630)
- Richard Einhorn, compositore statunitense (n. 1952)
- Richard Hageman, compositore olandese (Leeuwarden, n. 1881 - Beverly Hills, † 1966)
- Richard Pindle Hammond, compositore statunitense (Inghilterra, n. 1896 - New York, † 1980)
- Richard Heuberger, compositore, direttore d'orchestra e insegnante austriaco (Graz, n. 1850 - Vienna, † 1914)
- Richard Hygons, compositore inglese (Wells)
- Richard Kleinmichel, compositore e musicista polacco (Poznań, n. 1846 - Charlottenburg, † 1901)
- Richard Loqueville, compositore francese (Cambrai, † 1418)
- Richard Mico, compositore inglese (Taunton, n. 1590 - † 1661)
- Richard Jones, compositore inglese (Londra, † 1744)
- Richard Robbins, compositore statunitense (South Weymouth, n. 1940 - New York, † 2012)
- Rodgers e Hammerstein, compositore statunitense (n. 1902 - † 1979)
- Richard Sampson, compositore e vescovo anglicano inglese (Eccleshall, † 1554)
- Richard M. Sherman, compositore e paroliere statunitense (New York City, n. 1928 - Los Angeles, † 2024)
- Richard Shores, compositore e direttore d'orchestra statunitense (Rockville, n. 1917 - Encino, † 2001)
- Richard Stone, compositore statunitense (Filadelfia, n. 1953 - Los Angeles, † 2001)
- Richard Strauss, compositore e direttore d'orchestra tedesco (Monaco di Baviera, n. 1864 - Garmisch-Partenkirchen, † 1949)
- Richard Wetz, compositore tedesco (Gleiwitz, n. 1875 - Erfurt, † 1935)
- Richard A. Whiting, compositore statunitense (Peoria, n. 1891 - Beverly Hills, † 1938)

## Compositori di scacchi(1)
- Richard Eugene Cheney, compositore di scacchi statunitense (Cleveland, n. 1908 - Dreieich, † 1967)

## Conduttori televisivi(3)
- Dick Cavett, conduttore televisivo, scrittore e comico statunitense (Gibbon, n. 1936)
- Dick Clark, conduttore televisivo, conduttore radiofonico e imprenditore statunitense (Mount Vernon, n. 1929 - Santa Monica, † 2012)
- Richard Hammond, conduttore televisivo e conduttore radiofonico britannico (Solihull, n. 1969)

## Contrabbassisti(1)
- Richard Davis, contrabbassista statunitense (Chicago, n. 1930 - Madison, † 2023)

## Corsari(1)
- Richard Grenville, corsaro, navigatore e politico inglese (Clifton House, n. 1542 - Oceano Atlantico, † 1591)

## Criminali(8)
- Richard Barile, criminale statunitense
- Richie Fitzpatrick, criminale statunitense (n. 1880 - Manhattan, † 1904)
- Richard Hickock, criminale statunitense (Kansas City, n. 1931 - Lansing, † 1965)
- Richard Huckle, criminale britannico (Ashford, n. 1986 - York, † 2019)
- Ricky Kasso, criminale statunitense (Huntington, n. 1967 - Riverhead, † 1984)
- Richard Lawrence, criminale statunitense (Inghilterra - Washington, † 1861)
- Richard McCoy, criminale e militare statunitense (Kinston, n. 1942 - Virginia Beach, † 1974)
- Richard Wershe Jr., criminale statunitense (Detroit, n. 1969)

## Critici cinematografici(1)
- Richard Schickel, critico cinematografico, saggista e giornalista statunitense (Milwaukee, n. 1933 - Los Angeles, † 2017)

## Critici letterari(1)
- Richard Ellmann, critico letterario e biografo statunitense (Highland Park, n. 1918 - Oxford, † 1987)

## Critici musicali(1)
- Richard Freed, critico musicale e giornalista statunitense (Chicago, n. 1928 - Rockville, † 2022)

## Culturisti(1)
- Rich Piana, culturista, imprenditore e youtuber statunitense (Glendale, n. 1970 - Clearwater, † 2017)

## Cuochi(1)
- Richard Roose, cuoco inglese (Londra)

## Danzatori(1)
- Richard Cragun, ballerino statunitense (Sacramento, n. 1944 - Rio de Janeiro, † 2012)

## Designer(2)
- Richard Sapper, designer tedesco (Monaco di Baviera, n. 1932 - Milano, † 2015)
- Richard A. Teague, designer statunitense (Los Angeles, n. 1923 - San Diego, † 1991)

## Diplomatici(8)
- Richard Evans, diplomatico inglese (Belize, n. 1928 - Wiltshire, † 2012)
- Richard N. Gardner, diplomatico e economista statunitense (New York, n. 1927 - New York, † 2019)
- Richard Holbrooke, diplomatico statunitense (New York, n. 1941 - New York, † 2010)
- Richard Lyon-Dalberg-Acton, II barone Acton, diplomatico inglese (n. 1870 - † 1924)
- Richard Meade, III conte di Clanwilliam, diplomatico e politico irlandese (Dublino, n. 1795 - Londra, † 1879)
- Richard Mohun, diplomatico e esploratore statunitense (Washington, n. 1865 - Maryland, † 1915)
- Richard von Metternich, diplomatico austriaco (Vienna, n. 1829 - Vienna, † 1895)
- Richard von Kühlmann, diplomatico e politico tedesco (Costantinopoli, n. 1873 - Ohlstadt, † 1948)

## Direttori d'orchestra(4)
- Richard Austin, direttore d'orchestra e docente inglese (Birkenhead, n. 1903 - Reading, † 1989)
- Richard Bonynge, direttore d'orchestra australiano (Sydney, n. 1930)
- Richard Bradshaw, direttore d'orchestra britannico (Rugby, n. 1944 - Toronto, † 2007)
- Richard Hickox, direttore d'orchestra britannico (Stokenchurch, n. 1948 - Swansea, † 2008)

## Direttori della fotografia(4)
- Richard Greatrex, direttore della fotografia britannico (Swansea, n. 1947)
- Richard H. Kline, direttore della fotografia statunitense (Los Angeles, n. 1926 - Los Angeles, † 2018)
- Robert Kurrle, direttore della fotografia statunitense (Port Hueneme, n. 1890 - East Hollywood, † 1932)
- Dick Pope, direttore della fotografia britannico (Bromley, n. 1947 - † 2024)

## Dirigenti d'azienda(2)
- Richard Hilton, manager statunitense (Los Angeles, n. 1955)
- Richard J. Tobin, dirigente d'azienda statunitense (Morristown, n. 1963)

## Dirigenti sportivi(2)
- Dick Cherry, dirigente sportivo e hockeista su ghiaccio canadese (Kingston, n. 1937 - † 2025)
- Dick Vertlieb, dirigente sportivo statunitense (Watts, n. 1930 - Las Vegas, † 2008)

## Disc jockey(2)
- Richard Durand, disc jockey e produttore discografico olandese (Amsterdam, n. 1976)
- DJ Qbert, disc jockey e compositore statunitense (n. 1969)

## Discoboli(3)
- Rink Babka, discobolo statunitense (Cheyenne, n. 1936 - † 2022)
- Richard Byrd, discobolo, altista e lunghista statunitense (Shiloh, n. 1892 - † 1958)
- Dick Cochran, ex discobolo statunitense (Tulsa, n. 1938)

## Doppiatori(2)
- Richard Newman, doppiatore statunitense (Chicago, n. 1946)
- Richard Yearwood, doppiatore e direttore del doppiaggio canadese (Wellingborough, n. 1970)

## Drammaturghi(9)
- Richard Billinger, drammaturgo, poeta e scrittore austriaco (Sankt Marienkirchen bei Schärding, n. 1890 - Linz, † 1965)
- Richard Brome, drammaturgo inglese (Londra, † 1652)
- Richard Dresser, drammaturgo e sceneggiatore statunitense (n. 1951)
- Richard Foreman, drammaturgo e regista teatrale statunitense (New York, n. 1937 - New York, † 2025)
- Richard Gadd, drammaturgo, sceneggiatore e attore britannico (Wormit, n. 1989)
- Richard Ganthoney, commediografo, attore e sceneggiatore statunitense
- Richard Goodall, commediografo e sceneggiatore statunitense
- Richard Greenberg, drammaturgo e sceneggiatore statunitense (East Meadow, n. 1958 - New York, † 2025)
- Richard Nelson, drammaturgo, librettista e sceneggiatore statunitense (Chicago, n. 1950)

## Ebraisti(1)
- Richard James Horatio Gottheil, ebraista statunitense (Manchester, n. 1862 - † 1936)

## Ecologi(1)
- Richard Albert Vollenweider, ecologo svizzero (Zurigo, n. 1922 - Burlington, † 2007)

## Economisti(7)
- Richard Ebeling, economista statunitense (New York, n. 1950)
- Richard Ehrenberg, economista tedesco (Wolfenbüttel, n. 1857 - Rostock, † 1921)
- Richard Kahn, economista britannico (Londra, n. 1905 - † 1989)
- Richard Korherr, economista e statistico tedesco (Ratisbona, n. 1903 - Braunschweig, † 1989)
- Richard Nelson, economista statunitense (New York, n. 1930 - † 2025)
- Richard Sutch, economista e storico statunitense (Saint Paul, n. 1942 - Kensington, † 2019)
- Richard Thaler, economista statunitense (East Orange, n. 1945)

## Egittologi(2)
- Richard William Howard Vyse, egittologo e antropologo britannico (Stoke Poges, n. 1784 - Stoke Poges, † 1853)
- Richard Wilkinson, egittologo inglese (Inghilterra, n. 1951)

## Esploratori(4)
- Richard Brenner, esploratore tedesco (Merseburg, n. 1833 - Zanzibar, † 1874)
- Richard Francis Burton, esploratore, traduttore e orientalista britannico (Torquay, n. 1821 - Trieste, † 1890)
- Richard Chancellor, esploratore britannico (n. 1521 - Mare del Nord, lungo la costa dell'Aberdeenshire, † 1556)
- Richard Lemon Lander, esploratore britannico (Truro, n. 1804 - Nigeria, † 1834)

## Filologi(11)
- Richard Armstedt, filologo, insegnante e storico tedesco (Osterburg, n. 1851 - Königsberg, † 1931)
- Richard Bentley, filologo classico, teologo e critico letterario inglese (Oulton, n. 1662 - Cambridge, † 1742)
- Richard Broxton Onians, filologo inglese (Liverpool, n. 1899 - † 1986)
- Richard François Philippe Brunck, filologo classico francese (Strasburgo, n. 1729 - Strasburgo, † 1803)
- Richard Cleasby, filologo britannico (n. 1797 - † 1847)
- Richard Förster, filologo classico, archeologo e storico dell'arte tedesco (Görlitz, n. 1843 - Breslavia, † 1922)
- Richard Heber, filologo inglese (Londra, n. 1773 - † 1833)
- Richard Heinze, filologo classico e latinista tedesco (Amburgo, n. 1867 - Bad Wiessee, † 1929)
- Richard Porson, filologo classico, metricista e bibliotecario britannico (East Ruston, n. 1759 - Londra, † 1808)
- Richard Reitzenstein, filologo classico tedesco (Breslavia, n. 1861 - Gottinga, † 1931)
- Richard Wünsch, filologo classico tedesco (Wiesbaden, n. 1869 - Iłża, † 1915)

## Filosofi(15)
- Richard Ithamar Aaron, filosofo gallese (Blaendulais, n. 1901 - Aberystwyth, † 1987)
- Richard Avenarius, filosofo tedesco (Parigi, n. 1843 - Zurigo, † 1896)
- Richard Bradley, filosofo sudafricano (n. 1964)
- Richard Cumberland, filosofo, scrittore e teologo inglese (Londra, n. 1631 - Peterborough, † 1718)
- Richard Gregg, filosofo e sociologo statunitense (Colorado Springs, n. 1885 - † 1974)
- Richard Mervyn Hare, filosofo inglese (Backwell, n. 1919 - Ewelme, † 2002)
- Richard Jeffrey, filosofo e logico statunitense (Boston, n. 1926 - Princeton, † 2002)
- Richard Kilvington, filosofo inglese († 1361)
- Richard Kraut, filosofo e grecista statunitense (Brooklyn, n. 1944)
- Richard Kroner, filosofo tedesco (Breslavia, n. 1884 - Mammern, † 1974)
- Richard Price, filosofo britannico (n. 1723 - † 1791)
- Richard Rorty, filosofo statunitense (New York, n. 1931 - Palo Alto, † 2007)
- Richard Rubenstein, filosofo, teologo e rabbino statunitense (New York, n. 1924 - Bridgeport, † 2021)
- Richard Shusterman, filosofo statunitense (Filadelfia, n. 1949)
- Richard Swinburne, filosofo, teologo e educatore britannico (Smethwick, n. 1934)

## Fisarmonicisti(1)
- Richard Galliano, fisarmonicista francese (Le Cannet, n. 1950)

## Fisici(11)
- Richard Becker, fisico tedesco (Amburgo, n. 1887 - Gottinga, † 1955)
- Richard Beeching, fisico e ingegnere britannico (Sheerness, n. 1913 - East Grinstead, † 1985)
- Richard Threlkeld Cox, fisico e statistico statunitense (Portland, n. 1898 - † 1991)
- Richard Dixon Oldham, geofisico e sismologo inglese (Dublino, n. 1858 - Llandrindod Wells, † 1936)
- Richard Feynman, fisico e divulgatore scientifico statunitense (New York, n. 1918 - Los Angeles, † 1988)
- Richard Lindzen, fisico e meteorologo statunitense (Webster, n. 1940)
- Richard Mollier, fisico e ingegnere austriaco (Trieste, n. 1863 - Dresda, † 1935)
- Richard Muller, fisico statunitense (San Francisco, n. 1944)
- Richard Richards, fisico e esploratore australiano (Bendigo, n. 1893 - † 1985)
- Richard Edward Taylor, fisico canadese (Medicine Hat, n. 1929 - Stanford, † 2018)
- Richard Chace Tolman, fisico, matematico e chimico statunitense (Newton, n. 1881 - Pasadena, † 1948)

## Fondisti(2)
- Richard Jouve, fondista francese (Briançon, n. 1994)
- Richard Vuillermoz, ex fondista italiano (Aosta, n. 1986)

## Fotografi(4)
- Richard Avedon, fotografo statunitense (New York, n. 1923 - San Antonio, † 2004)
- Richard Kalvar, fotografo statunitense (Brooklyn, n. 1944)
- Richard Long, fotografo e scultore britannico (Bristol, n. 1945)
- Richard Peter, fotografo tedesco (Klein Jenkwitz, n. 1895 - Dresda, † 1977)

## Fumettisti(9)
- Dik Browne, fumettista e illustratore statunitense (New York, n. 1917 - Sarasota, † 1989)
- Richard Corben, fumettista e illustratore statunitense (Anderson, n. 1940 - † 2020)
- Richard Di Martino, fumettista francese (n. 1971)
- Dick Giordano, fumettista, disegnatore e curatore editoriale statunitense (Manhattan, n. 1932 - Ormond Beach, † 2010)
- Richard Marazano, fumettista e sceneggiatore francese (Fontenay-aux-Roses, n. 1971)
- Dick Moores, fumettista statunitense (Lincoln, n. 1909 - Asheville, † 1986)
- Richard Felton Outcault, fumettista e illustratore statunitense (Lancaster, n. 1863 - Flushing, † 1928)
- Dick Sprang, fumettista statunitense (Fremont, n. 1915 - Prescott, † 2000)
- Richard Thompson, fumettista e illustratore statunitense (Baltimora, n. 1957 - Arlington, † 2016)

## Funzionari(2)
- Richard Descoings, funzionario e politologo francese (Parigi, n. 1958 - New York, † 2012)
- Richard Helms, funzionario statunitense (Filadelfia, n. 1913 - Washington, † 2002)

## Galleristi(1)
- Richard Bellamy, gallerista e mercante d'arte statunitense (Cincinnati, n. 1927 - New York, † 1998)

## Generali(19)
- Richard Airey, I barone Airey, generale britannico (Newcastle upon Tyne, n. 1803 - Leatherhead, † 1881)
- Richard d'Alton, generale austriaco (Rathconrath - Spira, † 1791)
- Richard von Berendt, generale tedesco (Nysa, n. 1865 - Joachimsthal, † 1953)
- Richard Butler, generale britannico (n. 1870 - Shawbury, † 1935)
- Richard Church, generale irlandese (Cork, n. 1784 - Atene, † 1873)
- Richard England, generale inglese (Detroit, n. 1793 - Titchfield, † 1883)
- Richard Stoddert Ewell, generale statunitense (Georgetown, n. 1817 - Spring Hill, † 1872)
- Richard Brooke Garnett, generale statunitense (Contea di Essex, n. 1817 - Gettysburg, † 1863)
- Richard Glücks, generale e poliziotto tedesco (Odenkirchen, n. 1889 - Flensburgo, † 1945)
- Richard Heidrich, generale tedesco (Lawalde, n. 1896 - Amburgo, † 1947)
- Richard Koll, generale tedesco (Coblenza, n. 1897 - Berlino, † 1963)
- Richard Mayo, generale e pentatleta statunitense (Boston, n. 1902 - Boca Raton, † 1996)
- Richard McCreery, generale britannico (Market Harborough, n. 1898 - Templecombe, † 1967)
- Richard Montgomery, generale irlandese (Swords, n. 1738 - Québec, † 1775)
- Richard Myers, generale statunitense (Kansas City, n. 1942)
- Richard O'Connor, generale britannico (Srinagar, n. 1889 - Londra, † 1981)
- Richard Peirse, generale e aviatore inglese (Croydon, n. 1892 - Wendover, † 1970)
- Richard Ruoff, generale tedesco (Messbacher, n. 1883 - Tubinga, † 1967)
- Richard von Schwerin, generale tedesco (Peitschendorfswerder, n. 1892 - Dobrock, † 1951)

## Genetisti(1)
- Richard Goldschmidt, genetista tedesco (Francoforte sul Meno, n. 1878 - Berkeley, † 1958)

## Geografi(2)
- Richard Andree, geografo tedesco (Braunschweig, n. 1835 - Norimberga, † 1912)
- Richard Hakluyt, geografo, traduttore e scrittore inglese (Herefordshire, n. 1530 - Londra, † 1616)

## Germanisti(1)
- Richard Frank Krummel, germanista statunitense (Buffalo, n. 1925 - Edina, † 2017)

## Ginecologi(1)
- Richard Frommel, ginecologo tedesco (n. 1854 - Augusta, † 1912)

## Ginnasti(2)
- Richard Röstel, ginnasta tedesco (n. 1872)
- Richard Tritschler, ginnasta e multiplista statunitense (St. Louis, n. 1883 - St. Louis, † 1954)

## Giocatori di baseball(7)
- Rick Ankiel, ex giocatore di baseball statunitense (Fort Pierce, n. 1979)
- Rick Ferrell, giocatore di baseball statunitense (Durham, n. 1905 - Bloomfield Hills, † 1995)
- Goose Gossage, ex giocatore di baseball statunitense (Colorado Springs, n. 1951)
- Dick Groat, giocatore di baseball e cestista statunitense (Wilkinsburg, n. 1930 - Pittsburgh, † 2023)
- Heath Hembree, giocatore di baseball statunitense (Spartanburg, n. 1989)
- Rich Hill, giocatore di baseball statunitense (Boston, n. 1980)
- Rube Marquard, giocatore di baseball e allenatore di baseball statunitense (Cleveland, n. 1886 - Baltimora, † 1980)

## Giocatori di calcio a 5(1)
- Richard Rejala, giocatore di calcio a 5 paraguaiano (Asunción, n. 1994)

## Giocatori di curling(1)
- Richard Hart, ex giocatore di curling canadese (Toronto, n. 1968)

## Giocatori di football americano(43)
- Dick Butkus, giocatore di football americano statunitense (Chicago, n. 1942 - Malibù, † 2023)
- Rich Campbell, ex giocatore di football americano statunitense (Miami, n. 1958)
- Dick Conn, ex giocatore di football americano statunitense (Louisville, n. 1951)
- Richard Crawford, giocatore di football americano statunitense (Mission Viejo, n. 1990)
- Corbett Davis, giocatore di football americano statunitense (Lowell, n. 1914 - Houlton, † 1968)
- Richard Dent, ex giocatore di football americano statunitense (Atlanta, n. 1960)
- Rick Druschel, ex giocatore di football americano statunitense (Ellwood City, n. 1952)
- Dick Evans, giocatore di football americano e cestista statunitense (Chicago, n. 1917 - Sarasota, † 2008)
- Dick Flanagan, giocatore di football americano statunitense (Sidney, n. 1927 - Sidney, † 1997)
- Rich Gannon, ex giocatore di football americano statunitense (Filadelfia, n. 1965)
- Richard Gordon, giocatore di football americano statunitense (Miami, n. 1987)
- Richard Harris, giocatore di football americano e allenatore di football americano statunitense (Shreveport, n. 1948 - Winnipeg, † 2011)
- Richie Incognito, ex giocatore di football americano statunitense (Englewood, n. 1983)
- Richie James, giocatore di football americano statunitense (Sarasota, n. 1995)
- Richard Johnson, ex giocatore di football americano statunitense (Harvey, n. 1963)
- Dick Kazmaier, giocatore di football americano statunitense (Maumee, n. 1930 - Boston, † 2013)
- Barry Krauss, ex giocatore di football americano statunitense (Pompano Beach, n. 1957)
- Richard Laine, giocatore di football americano finlandese (n. 1989)
- Dick Lane, giocatore di football americano statunitense (Austin, n. 1927 - Austin, † 2002)
- Richard LeCounte, giocatore di football americano statunitense (Riceboro, n. 1998)
- Rick Lovato, giocatore di football americano statunitense (Neptune Township, n. 1992)
- Ricky Manning, ex giocatore di football americano statunitense (Austin, n. 1980)
- Trace McSorley, giocatore di football americano statunitense (Ashburn, n. 1995)
- Rick Mirer, ex giocatore di football americano statunitense (Goshen, n. 1970)
- Rick Moser, ex giocatore di football americano e attore statunitense (White Plains, n. 1956)
- Rich Ohrnberger, giocatore di football americano statunitense (East Meadow, n. 1986)
- Ricky Pearsall, giocatore di football americano statunitense (Phoenix, n. 2000)
- Richie Petitbon, ex giocatore di football americano e allenatore di football americano statunitense (New Orleans, n. 1938)
- Dick Bass, giocatore di football americano statunitense (Georgetown, n. 1937 - Norwalk, † 2006)
- Richard Todd, ex giocatore di football americano statunitense (Birmingham, n. 1953)
- Ray Roberts, ex giocatore di football americano statunitense (Asheville, n. 1969)
- Dave Robinson, ex giocatore di football americano statunitense (Mount Holly, n. 1941)
- Richard Rodgers, giocatore di football americano statunitense (Worcester, n. 1993)
- Rick Sanford, ex giocatore di football americano statunitense (Rock Hill, n. 1957)
- Richard Seymour, ex giocatore di football americano statunitense (Gadsden, n. 1979)
- Richard Sherman, ex giocatore di football americano statunitense (Compton, n. 1988)
- Dick Stanfel, giocatore di football americano e allenatore di football americano statunitense (San Francisco, n. 1927 - Libertyville, † 2015)
- Ricky Stromberg, giocatore di football americano statunitense (Tulsa, n. 2000)
- Richard Tardits, ex giocatore di football americano e rugbista a 15 francese (Bayonne, n. 1965)
- Rick Volk, ex giocatore di football americano statunitense (Toledo, n. 1945)
- Richard Wartmann, giocatore di football americano svizzero (n. 1998)
- Ricky Watters, ex giocatore di football americano statunitense (Harrisburg, n. 1969)
- Dick Westmoreland, giocatore di football americano statunitense (n. 1941)

## Giocatori di lacrosse(1)
- Richard Duckett, giocatore di lacrosse canadese (Montréal, n. 1884 - Montréal, † 1972)

## Giornalisti(12)
- Richard Blackwell, giornalista e stilista statunitense (Brooklyn, n. 1922 - Los Angeles, † 2008)
- Richard Corliss, giornalista statunitense (Filadelfia, n. 1944 - New York, † 2015)
- Richard Harding Davis, giornalista e scrittore statunitense (Filadelfia, n. 1864 - Mount Kisco, † 1916)
- Richard Drew, giornalista e inventore statunitense (n. 1899 - Santa Barbara, † 1980)
- Dick Howard, giornalista e ex calciatore inglese (Bromborough, n. 1943)
- Richard Jameson Morgan, giornalista e scrittore statunitense (Stati Uniti, n. 1852 - Stati Uniti, † 1906)
- Richard Adams Locke, giornalista e scrittore britannico (East Brent, n. 1800 - † 1871)
- Richard Medioni, giornalista, editore e direttore artistico francese (Parigi, n. 1947 - Reims, † 2016)
- Richard Preston, giornalista e scrittore statunitense (Cambridge, n. 1954)
- Richard Sorge, giornalista tedesco (Baku, n. 1895 - Tokyo, † 1944)
- Richard B. Spencer, giornalista e politico statunitense (Boston, n. 1978)
- Clem Thomas, giornalista britannico (Cardiff, n. 1929 - Swansea, † 1996)

## Giuristi(1)
- Richard J. Goldstone, giurista sudafricano (n. 1938)

## Graffiti writer(1)
- Seen, writer statunitense (New York, n. 1961)

## Grecisti(1)
- Richard Walzer, grecista e filologo tedesco (Berlino, n. 1900 - Oxford, † 1975)

## Hockeisti su ghiaccio(16)
- Rick Bragnalo, ex hockeista su ghiaccio canadese (Fort William, n. 1951)
- Dick Gamble, hockeista su ghiaccio, allenatore di hockey su ghiaccio e dirigente sportivo canadese (Moncton, n. 1928 - Pittsford, † 2018)
- Richard Lintner, ex hockeista su ghiaccio slovacco (Trenčín, n. 1977)
- Richard Matvichuk, ex hockeista su ghiaccio canadese (Edmonton, n. 1973)
- Dick Meredith, hockeista su ghiaccio statunitense (South Bend, n. 1932 - † 2025)
- Dickie Moore, hockeista su ghiaccio canadese (Montréal, n. 1931 - Montréal, † 2015)
- Brooks Orpik, hockeista su ghiaccio statunitense (San Francisco, n. 1980)
- Rick Pagnutti, ex hockeista su ghiaccio canadese (Sudbury, n. 1946)
- Dick Rodenheiser, ex hockeista su ghiaccio statunitense (Malden, n. 1932)
- Rick Schofield, hockeista su ghiaccio canadese (Pickering, n. 1987)
- Richard Šmehlík, ex hockeista su ghiaccio ceco (Ostrava, n. 1970)
- Rick Smith, ex hockeista su ghiaccio canadese (Hamilton, n. 1948)
- Bibi Torriani, hockeista su ghiaccio, slittinista e allenatore di hockey su ghiaccio svizzero (Sankt Moritz, n. 1911 - Coira, † 1988)
- R.J. Umberger, hockeista su ghiaccio statunitense (Pittsburgh, n. 1982)
- Richard Zedník, ex hockeista su ghiaccio slovacco (Banská Bystrica, n. 1976)
- Richard Žemlička, ex hockeista su ghiaccio ceco (Praga, n. 1964)

## Hockeisti su prato(2)
- Richard Allen, hockeista su prato indiano (Nagpur, n. 1902 - Bangalore, † 1969)
- Rex Norris, hockeista su prato indiano (n. 1899 - Ealing, † 1980)

## Illustratori(1)
- Richard Heighway, illustratore britannico (n. 1832 - † 1917)

## Imprenditori(17)
- Richard Arkwright Junior, imprenditore britannico (Bolton, n. 1755 - † 1843)
- Richard Bass, imprenditore e alpinista statunitense (Tulsa, n. 1929 - Dallas, † 2015)
- Rick Bassman, imprenditore e ex wrestler statunitense (Northridge, n. 1961)
- Richard Belluzzo, imprenditore statunitense (San Francisco, n. 1953)
- Richard C. Blum, imprenditore statunitense (San Francisco, n. 1935 - San Francisco, † 2022)
- Richard Branson, imprenditore e filantropo britannico (Londra, n. 1950)
- Richard Cole, imprenditore britannico (Kensal Green, n. 1946 - † 2021)
- Dick Costolo, imprenditore e informatico statunitense (Royal Oak, n. 1963)
- Richard DeVos, imprenditore statunitense (Grand Rapids, n. 1926 - Ada, † 2018)
- Rick Harrison, imprenditore e personaggio televisivo statunitense (Davidson, n. 1965)
- Richard Lugner, imprenditore, politico e personaggio televisivo austriaco (Vienna, n. 1932 - Vienna, † 2024)
- Rick e Mac McDonald, imprenditore statunitense (Manchester, n. 1909 - Bedford, † 1998)
- Richard Scott Perkin, imprenditore statunitense (n. 1906 - † 1969)
- Richard Rawlings, imprenditore statunitense (Fort Worth, n. 1969)
- Richard M. Schulze, imprenditore statunitense (Saint Paul)
- Richard Simonton, imprenditore statunitense (Evanston, n. 1915 - † 1979)
- Richard Tice, imprenditore e politico britannico (Farnham, n. 1964)

## Impresari teatrali(1)
- Richard D'Oyly Carte, impresario teatrale britannico (Londra, n. 1844 - Londra, † 1901)

## Incisori(3)
- Richard Earlom, incisore e pittore inglese (Londra, n. 1743 - Londra, † 1822)
- Richard Houston, incisore e pittore irlandese (Dublino, n. 1721 - Londra, † 1775)
- Richard de Lalonde, incisore francese (n. 1735 - † 1808)

## Indologi(1)
- Richard Gombrich, indologo britannico (n. 1937)

## Informatici(5)
- Richard Greenblatt, programmatore statunitense (Portland, n. 1944)
- Richard Helm, informatico svizzero
- Richard Karp, informatico statunitense (Boston, n. 1935)
- Richard Shoup, informatico e imprenditore statunitense (Gibsonia, n. 1943 - San Jose, † 2015)
- Richard Stallman, programmatore, informatico e attivista statunitense (New York, n. 1953)

## Ingegneri(8)
- Richard Arkwright, ingegnere e imprenditore inglese (Preston, n. 1732 - Cromford, † 1792)
- Richard Küchen, ingegnere, progettista e imprenditore tedesco (Bielefeld, n. 1898 - Ingolstadt, † 1974)
- Richard Löwy, ingegnere e militare austro-ungarico (Zásmuky, n. 1886 - Auschwitz, † 1944)
- Richard Moon, ingegnere britannico (n. 1814 - † 1899)
- Richard Lee, ingegnere militare inglese (n. 1513 - † 1575)
- Richard Stribeck, ingegnere tedesco (Stoccarda, n. 1861 - Stoccarda, † 1950)
- Richard Turner, ingegnere e imprenditore irlandese (Dublino, n. 1798 - Dublino, † 1881)
- Richard Vogt, ingegnere aeronautico tedesco (Schwäbisch Gmünd, n. 1894 - Santa Barbara, † 1979)

## Insegnanti(3)
- Richard Gwyn, insegnante gallese (Llanidloes - Wrexham, † 1584)
- Richard Keir Pethick Pankhurst, docente e storico britannico (Woodford Green, n. 1927 - Addis Ababa, † 2017)
- Richard Schirrmann, insegnante tedesco (Grunenfeld, n. 1874 - Grävenwiesbach, † 1961)

## Inventori(5)
- Richard Buckminster Fuller, inventore, architetto e designer statunitense (Milton, n. 1895 - Los Angeles, † 1983)
- Richard Jordan Gatling, inventore statunitense (Contea di Hertford, n. 1818 - New York, † 1903)
- Richard March Hoe, inventore statunitense (New York, n. 1812 - Firenze, † 1886)
- Richard Trevithick, inventore e ingegnere britannico (Tregajorran, n. 1771 - Dartford, † 1833)
- Ricardo Wolf, inventore, filantropo e ambasciatore tedesco (Hannover, n. 1887 - Herzliya, † 1981)

## Karateka(1)
- Richard Kim, karateka e maestro di karate statunitense (Honolulu, n. 1917 - † 2001)

## Linguisti(3)
- Richard N. Frye, linguista, filologo e iranista statunitense (Birmingham, n. 1920 - Boston, † 2014)
- Richard Gendall, linguista, scrittore e musicista britannico (Penzance, n. 1924 - Liskeard, † 2017)
- Richard Carl Meister, linguista tedesco (Dresda, n. 1848 - † 1912)

## Lottatori(2)
- Dick Garrard, lottatore australiano (Geelong, n. 1911 - † 2003)
- Richard Sanders, lottatore statunitense (Lakeview, n. 1945 - Skopje, † 1972)

## Mafiosi(1)
- Richard Kuklinski, mafioso e serial killer statunitense (Jersey City, n. 1935 - Trenton, † 2006)

## Maratoneti(3)
- Richard Bett, maratoneta keniota (n. 1990)
- Dick Grant, maratoneta statunitense (Manitoba, n. 1878 - St. Catharines, † 1958)
- Richard Mabuza, maratoneta swati (n. 1946 - † 2018)

## Marciatori(1)
- Richard Remer, marciatore statunitense (Brooklyn, n. 1883 - Fort Lauderdale, † 1973)

## Matematici(21)
- Richard Beez, matematico tedesco (n. 1827 - † 1902)
- Richard Bellman, matematico statunitense (New York, n. 1920 - Los Angeles, † 1984)
- Richard Ewen Borcherds, matematico britannico (Città del Capo, n. 1959)
- Richard Brauer, matematico tedesco (Charlottenburg, n. 1901 - Belmont, † 1977)
- Richard Brent, matematico e informatico australiano (Melbourne, n. 1946)
- Richard Courant, matematico tedesco (Lubliniec, n. 1888 - New York, † 1972)
- Richard M. Goodwin, matematico e economista statunitense (New Castle, n. 1913 - Siena, † 1996)
- Richard K. Guy, matematico e compositore di scacchi britannico (Nuneaton, n. 1916 - Calgary, † 2020)
- Richard Hamilton, matematico statunitense (Cincinnati, n. 1943 - New York, † 2024)
- Richard Hamming, matematico statunitense (Chicago, n. 1915 - Monterey, † 1998)
- Richard Hayes, matematico britannico (n. 1715 - † 1740)
- Richard Kadison, matematico statunitense (New York, n. 1925 - † 2018)
- Richard von Mises, matematico e ingegnere austriaco (Leopoli, n. 1883 - Boston, † 1953)
- Richard Montague, matematico e filosofo statunitense (Stockton, n. 1930 - Los Angeles, † 1971)
- Richard Rado, matematico tedesco (Berlino, n. 1906 - Reading, † 1989)
- Richard Schoen, matematico statunitense (Celina, n. 1950)
- Richard P. Stanley, matematico statunitense (New York, n. 1944)
- Richard Stearns, matematico e informatico statunitense (Caldwell, n. 1936)
- Richard Swineshead, matematico e logico inglese († 1354)
- Richard Lawrence Taylor, matematico inglese (Cambridge, n. 1962)
- Richard White, matematico e fisico britannico (Essex, n. 1590 - † 1682)

## Medici(10)
- Richard Axel, medico statunitense (New York, n. 1946)
- Richard Bright, medico inglese (Bristol, n. 1789 - Londra, † 1858)
- Richard Brocklesby, medico britannico (Minehead, n. 1722 - Londra, † 1797)
- Richard Watson Dickson, medico e agronomo britannico (Warton, n. 1759 - Londra, † 1824)
- Richard Geigel, medico tedesco (Würzburg, n. 1859 - Würzburg, † 1930)
- Richard Hertwig, medico e zoologo tedesco (Friedberg, n. 1850 - Icking, † 1937)
- Richard Lower, medico britannico (St. Tudy, n. 1631 - Londra, † 1691)
- Richard Mead, medico britannico (Stepney, n. 1673 - Londra, † 1754)
- Richard Morton, medico inglese (Worcestershire, n. 1637 - † 1698)
- Richard Peto, medico e epidemiologo britannico (n. 1943)

## Mezzofondisti(7)
- Richard Chelimo, mezzofondista keniota (Marakwet, n. 1972 - Eldoret, † 2001)
- Rich Kenah, ex mezzofondista statunitense (Montclair, n. 1970)
- Richard Kiplagat, ex mezzofondista keniota (n. 1984)
- Richard Limo, mezzofondista, siepista e maratoneta keniota (Cheptigit, n. 1980)
- Richard Ringer, mezzofondista e maratoneta tedesco (Überlingen, n. 1989)
- Rick Wohlhuter, ex mezzofondista statunitense (Geneva, n. 1948)
- Richard Yator, mezzofondista keniota (n. 1998)

## Micologi(1)
- Richard Sadebeck, micologo e botanico tedesco (Breslavia, n. 1839 - Merano, † 1905)

## Militari(30)
- Richard Heron Anderson, militare statunitense (Contea di Sumter, n. 1821 - Beaufort, † 1879)
- Richard Andrews, militare nativo americano († 1835)
- Richard Baer, militare tedesco (Floß, n. 1911 - Francoforte sul Meno, † 1963)
- Richard Henry Beddome, militare e naturalista britannico (n. 1830 - † 1911)
- Richard Halsey Best, militare e aviatore statunitense (Bayonne, n. 1910 - Santa Monica, † 2001)
- Richard Bong, militare e aviatore statunitense (Superior, n. 1920 - North Hollywood, † 1945)
- Richard E. Bush, militare statunitense (Glasgow, n. 1924 - Waukegan, † 2004)
- Richard Böck, militare tedesco (n. 1906)
- Richard Collinson, ufficiale e esploratore inglese (Gateshead, n. 1811 - † 1883)
- Richard Cutts Fairfield, militare statunitense (West Virginia, n. 1899 - Mestre, † 1918)
- Richard Eugene Fleming, militare e aviatore statunitense (Saint Paul, n. 1917 - battaglia delle Midway, † 1942)
- Richard Gridley, militare statunitense (Boston, n. 1710 - Stoughton, † 1796)
- Richard J. Hinton, militare e giornalista statunitense (Londra, n. 1830 - Londra, † 1901)
- Richard Lee I, militare e politico britannico (Shropshire, n. 1617 - Virginia, † 1664)
- Richard Lee II, militare e politico britannico (Paradise, n. 1647 - Machodoc, † 1715)
- Richard de Luci, militare normanno (n. 1089 - Lesnes Abbey, † 1179)
- Richard Machowicz, militare e personaggio televisivo statunitense (Detroit, n. 1965 - Pearland, † 2017)
- Richard Marcinko, militare e scrittore statunitense (Lansford, n. 1940 - Warrenton, † 2021)
- Richard Nicolls, militare britannico (Ampthill, n. 1624 - Southwold Bay, † 1672)
- Richard Pickersgill, ufficiale britannico (West Tanfield, n. 1749 - Londra, † 1779)
- Richard Lumley, IX conte di Scarbrough, ufficiale irlandese (Tickhill, n. 1813 - Maltby, † 1884)
- Richard Rokita, militare tedesco (Aschersleben, n. 1894 - Rothenburg ob der Tauber, † 1976)
- Richard Seuss, militare tedesco (Lipsia, n. 1897 - Münster, † 1963)
- Richard Playne Stevens, militare e aviatore britannico (Tonbridge, n. 1909 - Hulten, † 1941)
- Richard Talbot, militare e politico irlandese (n. 1639 - Limerick, † 1691)
- Richard Temple, I visconte Cobham, militare e politico britannico (Parchim, n. 1675 - Stowe, † 1749)
- Richard Thomalla, militare e ingegnere tedesco (Annahof, n. 1903 - Jičín, † 1945)
- Ricardo Wall, militare, diplomatico e politico irlandese (Nantes, n. 1694 - Granada, † 1777)
- Richard Winters, ufficiale statunitense (Lancaster, n. 1918 - Hershey, † 2011)
- Richard de Beauchamp, XIII conte di Warwick, militare e politico inglese (Salwarpe, n. 1382 - Rouen, † 1439)

## Missionari(1)
- Richard Cleire, missionario e vescovo cattolico belga (Anversa, n. 1900 - Anversa, † 1968)

## Modelli(1)
- Reichen Lehmkuhl, modello e attore statunitense (Cincinnati, n. 1973)

## Montatori(3)
- Richard Chew, montatore, produttore cinematografico e direttore della fotografia statunitense (Los Angeles, n. 1940)
- Richard Francis-Bruce, montatore australiano (Sydney, n. 1948)
- Richard Pearson, montatore statunitense (Minneapolis, n. 1961)

## Musicisti(21)
- Aphex Twin, musicista e disc jockey britannico (Limerick, n. 1971)
- Richard Barbieri, musicista britannico (Londra, n. 1957)
- Richard Barone, musicista statunitense (Tampa, n. 1960)
- Richard Bone, musicista statunitense (Atlanta, n. 1952)
- Rick Davies, musicista britannico (Swindon, n. 1944)
- Richard Dawson, musicista e chitarrista britannico
- Dick Halligan, musicista statunitense (Troy, n. 1943 - Roma, † 2022)
- Richie Hawtin, musicista e disc jockey canadese (Banbury, n. 1970)
- Richard Joseph, musicista e compositore britannico (n. 1953 - † 2007)
- Richard H. Kirk, musicista britannico (Sheffield, n. 1956 - † 2021)
- Richard Manuel, musicista e compositore canadese (Stratford, n. 1943 - Winter Park, Florida, † 1986)
- Moby, musicista, cantautore e disc jockey statunitense (New York, n. 1965)
- Dick Morrissey, musicista e compositore britannico (Horley, n. 1940 - Deal, † 2000)
- Richard Page, musicista e compositore statunitense (Keokuk, n. 1953)
- Richard Reed Parry, musicista, polistrumentista e compositore canadese (Ottawa, n. 1977)
- Richard Rodgers, musicista, compositore e paroliere statunitense (New York, n. 1902 - New York, † 1979)
- Richard Scheufler, musicista, cantante e compositore ceco (Ústí nad Labem, n. 1964)
- Richard Tandy, musicista, tastierista e bassista britannico (Birmingham, n. 1948 - Albany, † 2024)
- Buck 65, musicista e rapper canadese (Mount Uniacke, n. 1972)
- Disasterpeace, musicista e compositore statunitense (New York, n. 1986)
- Richard Youngs, musicista britannico (Cambridge, n. 1966)

## Musicologi(3)
- Richard Fitzwilliam, musicologo irlandese (n. 1745 - Londra, † 1816)
- Richard Specht, musicologo, drammaturgo e paroliere austriaco (Vienna, n. 1870 - Vienna, † 1932)
- Richard Taruskin, musicologo e violoncellista statunitense (New York, n. 1945 - Oakland, † 2022)

## Naturalisti(3)
- Richard Hinckley Allen, naturalista statunitense (Buffalo, n. 1838 - Northampton, † 1908)
- Richard Bradley, naturalista e botanico inglese (Regno Unito, n. 1688 - Cambridge, † 1732)
- Richard Lydekker, naturalista, geologo e paleontologo inglese (Londra, n. 1849 - Harpenden, † 1915)

## Navigatori(1)
- Richard Cocks, navigatore e mercante britannico (Seighford, n. 1566 - † 1624)

## Neurologi(1)
- Richard Cassirer, neurologo tedesco (Breslavia, n. 1868 - Berlino, † 1925)

## Neuroscienziati(1)
- Richard G. Morris, neuroscienziato britannico (n. 1948)

## Nobili(35)
- Richard Annesley, VI conte di Anglesey, nobile e politico irlandese (n. 1693 - † 1761)
- Richard Bingham, VII conte di Lucan, nobile britannico (Marylebone, n. 1934)
- Richard Boyle, I conte di Cork, nobile britannico (Canterbury, n. 1566 - † 1643)
- Richard Curzon-Howe, I conte Howe, nobile inglese (n. 1796 - † 1870)
- Richard FitzAlan, X conte di Arundel, nobile e militare inglese (Sussex, n. 1306 - Sussex, † 1376)
- Richard FitzAlan, XI conte di Arundel, nobile e militare inglese (n. 1346 - Londra, † 1397)
- Richard FitzAlan, VIII conte di Arundel, nobile inglese (n. 1266 - † 1301)
- Richard Grey, III conte di Kent, nobile inglese (Ruthin, n. 1481 - Londra, † 1524)
- Richard Grosvenor, II marchese di Westminster, nobile e politico inglese (Londra, n. 1795 - Wiltshire, † 1869)
- Richard Grosvenor, I conte Grosvenor, nobile e politico inglese (Cheshire, n. 1731 - Cheshire, † 1802)
- Richard Howard, IV conte di Effingham, nobile, politico e militare britannico (n. 1748 - † 1816)
- Richard Meade, II conte di Clanwilliam, nobile irlandese (n. 1766 - Vienna, † 1805)
- Richard Scott, X duca di Buccleuch, nobile scozzese (Edimburgo, n. 1954)
- Richard Neville, XVI conte di Warwick, nobile e condottiero inglese (Bisham, n. 1428 - Barnet, † 1471)
- Richard Neville, V conte di Salisbury, nobile inglese (Castello di Raby, n. 1400 - † 1460)
- Richard de la Pole, nobile inglese (n. 1480 - Pavia, † 1525)
- Richard Pole, nobile inglese (n. 1462 - † 1504)
- Richard Puller de Hohenbourg, nobile e cavaliere svizzero (n. 1454 - Zurigo, † 1482)
- Richard de Redvers, nobile francese († 1107)
- Richard, duca di Gloucester, nobile britannico (Northampton, n. 1944)
- Richard Somerset, II barone Raglan, nobile inglese (Parigi, n. 1817 - Londra, † 1884)
- Richard Sackville, V conte di Dorset, nobile e politico inglese (Londra, n. 1622 - † 1677)
- Richard Savage, IV conte Rivers, nobile, militare e politico inglese (Inghilterra, n. 1654 - Londra, † 1712)
- Reichard Streun von Schwarzenau, nobile, politico e storico austriaco (Schwarzenau, n. 1538 - Ferschnitz, † 1600)
- Richard Seymour-Conway, IV marchese di Hertford, nobile e collezionista d'arte britannico (Londra, n. 1800 - Parigi, † 1870)
- Richard Temple-Nugent-Brydges-Chandos-Grenville, III duca di Buckingham e Chandos, nobile e politico britannico (Londra, n. 1823 - Londra, † 1889)
- Richard Topcliffe, nobile e investigatore inglese (n. 1531 - † 1604)
- Richard Wellesley, I marchese Wellesley, nobile, militare e politico britannico (Dangan Castle, n. 1760 - Knightsbridge, † 1842)
- Richard Woodville, nobile britannico (Maidstone, n. 1405 - Kenilworth, † 1469)
- Richard Woodville, III conte Rivers, nobile inglese († 1491)
- Richard de Beauchamp, I conte di Worcester, nobile inglese (n. 1394)
- Richard Bruce, nobile e cavaliere medievale scozzese († 1287)
- Riccardo di Clare, III conte di Hertford, nobile inglese (Tornbridge, n. 1153 - Field Dalling, † 1217)
- Richard de Morville, nobile normanno († 1189)
- Richard fitzUrse, nobile normanno

## Nuotatori(12)
- Ricky Berens, ex nuotatore statunitense (Charlotte, n. 1988)
- Richard Blick, ex nuotatore statunitense (Los Angeles, n. 1940)
- Rick Carey, ex nuotatore statunitense (Mount Kisco, n. 1963)
- Rick Colella, ex nuotatore statunitense (Seattle, n. 1951)
- Rick DeMont, ex nuotatore statunitense (San Francisco, n. 1956)
- Richard Funk, nuotatore canadese (n. 1992)
- Dick Hanley, nuotatore statunitense (Evanston, n. 1936 - Skokie, † 2022)
- Richard Klatt, ex nuotatore statunitense (n. 1951)
- Richard Roth, ex nuotatore statunitense (Palo Alto, n. 1947)
- Richard Saeger, ex nuotatore statunitense (Rochester, n. 1964)
- Richard Schroeder, ex nuotatore statunitense (n. 1961)
- Richard Weinberger, nuotatore canadese (Moose Jaw, n. 1990)

## Ornitologi(1)
- Richard C. Banks, ornitologo e zoologo statunitense (Steubenville, n. 1931 - Alexandria, † 2021)

## Ostacolisti(2)
- Dick Howard, ostacolista statunitense (Oklahoma City, n. 1935 - Los Angeles, † 1967)
- Richard Phillips, ostacolista giamaicano (Kingston, n. 1983)

## Paleontologi(3)
- Richard Fortey, paleontologo, geologo e divulgatore scientifico britannico (Londra, n. 1946 - † 2025)
- Richard Harlan, paleontologo, zoologo e erpetologo statunitense (Filadelfia, n. 1796 - New Orleans, † 1843)
- Richard Leakey, paleontologo e politico keniota (Nairobi, n. 1944 - Nairobi, † 2022)

## Pallanuotisti(3)
- Richard Greenberg, pallanuotista statunitense (Chicago, n. 1902 - Boise, † 1978)
- Dick Hodgson, pallanuotista britannico (Blackburn, n. 1892 - Blackburn, † 1968)
- Richard Manuel, pallanuotista austriaco (Popice, n. 1888)

## Pallavolisti(3)
- Richard Lambourne, pallavolista statunitense (Louisville, n. 1975)
- Richard Nemec, pallavolista slovacco (Bratislava, n. 1972)
- Richard Schuil, ex pallavolista e giocatore di beach volley olandese (Leeuwarden, n. 1973)

## Parolieri(3)
- Richard Adler, paroliere, compositore e autore televisivo statunitense (New York, n. 1921 - Southampton, † 2012)
- Richard Stannard, paroliere e produttore discografico britannico (Londra, n. 1966)
- Richard Stilgoe, paroliere, librettista e compositore britannico (Camberley, n. 1943)

## Pastori protestanti(1)
- Rick Warren, pastore protestante statunitense (San Jose, n. 1954)

## Patologi(1)
- Richard Paltauf, patologo e batteriologo austriaco (Judenburg, n. 1858 - Vienna, † 1924)

## Pattinatori artistici su ghiaccio(2)
- Dick Button, pattinatore artistico su ghiaccio statunitense (Englewood, n. 1929 - North Salem, † 2025)
- Richard Johansson, pattinatore artistico su ghiaccio svedese (n. 1882 - † 1952)

## Pattinatori di short track(2)
- Richard Nizielski, ex pattinatore di short track australiano (Nottingham, n. 1968)
- Richard Shoebridge, pattinatore di short track britannico (Johannesburg, n. 1985)

## Pattinatori di velocità su ghiaccio(1)
- Terry McDermott, pattinatore di velocità su ghiaccio statunitense (Essexville, n. 1940 - † 2023)

## Pedagogisti(1)
- Richard Livingstone, pedagogista britannico (Liverpool, n. 1880 - Oxford, † 1960)

## Performance artist(1)
- Richard Serra, performance artist e scultore statunitense (San Francisco, n. 1938 - Orient, † 2024)

## Personaggi televisivi(1)
- Richard Simmons, personaggio televisivo e scrittore statunitense (New Orleans, n. 1948 - Los Angeles, † 2024)

## Pesisti(1)
- Richard Sheldon, pesista e discobolo statunitense (Rutland, n. 1878 - New York, † 1935)

## Pianisti(2)
- Dick Katz, pianista e compositore statunitense (Baltimora, n. 1924 - Manhattan, † 2009)
- Richard Goode, pianista statunitense (New York, n. 1943)

## Piloti automobilistici(12)
- Red Amick, pilota automobilistico statunitense (Kansas City, n. 1929 - Crystal River, † 1995)
- Richard Antinucci, pilota automobilistico statunitense (Roma, n. 1981)
- Richard Attwood, ex pilota automobilistico britannico (Wolverhampton, n. 1940)
- Richard Childress, pilota automobilistico e dirigente sportivo statunitense (Winston-Salem, n. 1945)
- Dick Gibson, pilota automobilistico britannico (Bourne, n. 1918 - Cadice, † 2010)
- Richard Lietz, pilota automobilistico austriaco (Villeurbanne, n. 1983)
- Richard Petty, ex pilota automobilistico statunitense (Level Cross, n. 1937)
- Richard Robarts, pilota di Formula 1 britannico (Bicknacre, n. 1944)
- Lloyd Ruby, pilota automobilistico statunitense (Wichita Falls, n. 1928 - Wichita Falls, † 2009)
- Richard Seaman, pilota automobilistico britannico (Chichester, n. 1913 - Stavelot, † 1939)
- Richard Verschoor, pilota automobilistico olandese (Benschop, n. 2000)
- Richard Westbrook, pilota automobilistico britannico (Chelmsford, n. 1975)

## Piloti di rally(1)
- Richard Burns, pilota di rally britannico (Reading, n. 1971 - Westminster, † 2005)

## Piloti motociclistici(4)
- Ricky Carmichael, pilota motociclistico statunitense (Clearwater, n. 1979)
- Dick Creith, pilota motociclistico britannico (Bushmills, n. 1938)
- Dickie Dale, pilota motociclistico britannico (Frampton, n. 1927 - Bonn, † 1961)
- Richard Sainct, pilota motociclistico francese (Saint-Affrique, n. 1970 - Egitto, † 2004)

## Pirati(3)
- Richard Hawkins, pirata, navigatore e esploratore inglese (Plymouth, n. 1562 - Londra, † 1622)
- Richard Sawkins, pirata inglese (Inghilterra - Puebla Nueva, † 1680)
- Richard Worley, pirata inglese (Inghilterra, n. 1686 - Carolina del Nord, † 1719)

## Pistard(1)
- Rudolf Katzer, pistard tedesco (Bożków, n. 1888)

## Pittori(24)
- Richard Benno Adam, pittore tedesco (Monaco di Baviera, n. 1873 - Monaco di Baviera, † 1937)
- Richard Anuszkiewicz, pittore statunitense (Erie, n. 1930 - Englewood, † 2020)
- Richard Brakenburg, pittore olandese (Haarlem, n. 1650 - Haarlem, † 1702)
- Richard Cosway, pittore inglese (Tiverton, n. 1742 - Londra, † 1821)
- Richard Dadd, pittore britannico (Chatham, n. 1817 - Crowthorne, † 1886)
- Richard Diebenkorn, pittore statunitense (Portland, n. 1922 - Berkeley, † 1993)
- Richard Estes, pittore statunitense (Kewanee, n. 1932)
- Richard Gerstl, pittore austriaco (Vienna, n. 1883 - Salisburgo, † 1908)
- Richard Hambleton, pittore canadese (Vancouver, n. 1952 - New York, † 2017)
- Richard Hamilton, pittore britannico (Londra, n. 1922 - Londra, † 2011)
- Richard Heintz, pittore e incisore belga (Herstal, n. 1871 - Sy, † 1929)
- Richard Roland Holst, pittore olandese (Amsterdam, n. 1868 - Bloemendaal, † 1938)
- Richard Lindner, pittore tedesco (Amburgo, n. 1901 - New York, † 1978)
- Richard Paul Lohse, pittore svizzero (Zurigo, n. 1902 - Zurigo, † 1988)
- Richard Maury, pittore statunitense (n. 1935 - † 2020)
- Richard Mortensen, pittore danese (Copenaghen, n. 1910 - Ejby, † 1993)
- Richard Parkes Bonington, pittore inglese (Arnold, n. 1802 - Londra, † 1828)
- Richard Prince, pittore e fotografo statunitense (Zona del Canale di Panama, n. 1949)
- Richard Ranft, pittore, incisore e illustratore svizzero (Plainpalais, n. 1862 - Chantilly, † 1931)
- Richard Smith, pittore britannico (Letchworth Garden City, n. 1931 - † 2016)
- Richard Wawro, pittore britannico (Newport-on-Tay, n. 1952 - † 2006)
- Richard Whateley West, pittore irlandese (Dublino, n. 1848 - Fiesole, † 1905)
- Richard Westall, pittore britannico (Reepham, n. 1765 - † 1836)
- Richard Wilson, pittore gallese (Montgomeryshire, n. 1714 - Denbighshire, † 1782)

## Poeti(14)
- Richard Aldington, poeta, scrittore e saggista britannico (Portsmouth, n. 1892 - Sury-en-Vaux, † 1962)
- Richard Barnfield, poeta inglese (Norbury, n. 1574 - † 1620)
- Richard Palmer Blackmur, poeta e critico letterario statunitense (Springfield, n. 1904 - † 1965)
- Richard Brathwaite, poeta inglese (Burneside, n. 1588 - Catterick, † 1673)
- Richard Crashaw, poeta inglese (Londra, n. 1612 - Loreto, † 1649)
- Richard Dehmel, poeta e scrittore tedesco (Wendisch-Hermsdorf, n. 1863 - Blankenese, † 1920)
- Richard Eberhart, poeta statunitense (Austin, n. 1904 - Hanover, † 2005)
- Richard de Fournival, poeta e scienziato francese (Amiens, n. 1201 - Amiens)
- Richard Fraser, poeta e paroliere britannico
- Richard Howard, poeta, traduttore e critico letterario statunitense (Cleveland, n. 1929 - New York, † 2022)
- Richard Le Gallienne, poeta e scrittore inglese (Liverpool, n. 1866 - Mentone, † 1947)
- Richard Lovelace, poeta inglese (Woolwich, n. 1618 - Sebastopoli, † 1657)
- Richard Wilbur, poeta statunitense (New York, n. 1921 - Belmont, † 2017)
- Richard Savage, poeta inglese (Londra - Bristol, † 1743)

## Poliziotti(2)
- Richard Adamson, poliziotto britannico (Leeds, n. 1901 - † 1982)
- Richard Jewell, poliziotto statunitense (Danville, n. 1962 - Woodbury, † 2007)

## Presbiteri(7)
- Richard A. Burridge, presbitero, teologo e biblista britannico (n. 1955)
- Richard De Smet, presbitero, missionario e orientalista belga (Montignies-sur-Sambre, n. 1916 - Bruxelles, † 1997)
- Richard T. France, presbitero e biblista britannico (n. 1938 - † 2012)
- Richard Hurrell Froude, presbitero inglese (Dartington, n. 1803 - † 1836)
- Richard John Neuhaus, presbitero, scrittore e teologo canadese (Pembroke, n. 1936 - Manhattan, † 2009)
- Richard Turner, presbitero inglese (Staffordshire - † 1565)
- Richard Wurmbrand, presbitero rumeno (Bucarest, n. 1909 - Torrance, † 2001)

## Procuratori sportivi(1)
- Rich Paul, procuratore sportivo statunitense (Cleveland, n. 1980)

## Produttori cinematografici(4)
- Richard N. Gladstein, produttore cinematografico e sceneggiatore statunitense (New York, n. 1961)
- Richard Gordon, produttore cinematografico britannico (Londra, n. 1925 - Manhattan, † 2011)
- Richard Rutowski, produttore cinematografico, attore e sceneggiatore statunitense (Detroit, n. 1946)
- Richard D. Zanuck, produttore cinematografico statunitense (Los Angeles, n. 1934 - Los Angeles, † 2012)

## Produttori discografici(4)
- Wiley, produttore discografico e rapper britannico (Londra, n. 1979)
- Rico Love, produttore discografico e cantante statunitense (New Orleans, n. 1982)
- Richard Rudolph, produttore discografico e musicista statunitense (Pittsburgh, n. 1946)
- Richard Vission, produttore discografico e disc jockey canadese (Toronto, n. 1969)

## Psichiatri(2)
- Richard Gardner, psichiatra forense e scrittore statunitense (New York, n. 1931 - Tenafly, † 2003)
- Richard von Krafft-Ebing, psichiatra e neurologo tedesco (Mannheim, n. 1840 - Graz, † 1902)

## Psicologi(7)
- Richard Alpert, psicologo e mistico statunitense (Boston, n. 1931 - Maui, † 2019)
- Richard Bandler, psicologo, saggista e linguista statunitense (Teaneck, n. 1950)
- Richard Gregory, psicologo e neuroscienziato britannico (Londra, n. 1923 - Bristol, † 2010)
- Richard Linsert, psicologo e sessuologo tedesco (Berlino, n. 1899 - Berlino, † 1933)
- Richard E. Mayer, psicologo e insegnante statunitense (n. 1947)
- Richard Ryder, psicologo britannico (Londra, n. 1940)
- Richard Wiseman, psicologo e illusionista britannico (Luton, n. 1966)

## Pugili(8)
- Dicky Eklund, ex pugile statunitense (Lowell, n. 1957)
- Richard Gunn, pugile britannico (Charing Cross, n. 1871 - Lambeth, † 1961)
- Ricky Hatton, ex pugile, dirigente sportivo e allenatore di pugilato britannico (Stockport, n. 1978)
- Richard Igbineghu, ex pugile nigeriano (Ibadan, n. 1968)
- Dick McTaggart, pugile britannico (Dundee, n. 1935 - † 2025)
- Richard Nowakowski, ex pugile tedesco (Sztum, n. 1955)
- Dick Tiger, pugile nigeriano (Amaigbo, n. 1929 - Aba, † 1971)
- Richard Vogt, pugile tedesco (n. 1913 - † 1988)

## Rapper(6)
- Bushwick Bill, rapper statunitense (Kingston, n. 1966 - Houston, † 2019)
- Professor Griff, rapper, educatore e attivista statunitense (Roosevelt, n. 1960)
- Slick Rick, rapper britannico (Londra, n. 1965)
- Robb Banks, rapper statunitense (New York, n. 1994)
- Chubb Rock, rapper statunitense (Kingston, n. 1968)
- R.A. the Rugged Man, rapper statunitense (Long Island, n. 1974)

## Registi(44)
- Richard Foster Baker, regista statunitense (Detroit, n. 1857 - Chicago, † 1921)
- Richard L. Bare, regista statunitense (Turlock, n. 1913 - Newport Beach, † 2015)
- Richard Boleslawski, regista e attore polacco (Dębowa Góra, n. 1889 - Los Angeles, † 1937)
- Richard Brooks, regista, sceneggiatore e scrittore statunitense (Filadelfia, n. 1912 - Studio City, † 1992)
- Richard Ciupka, regista e direttore della fotografia canadese (Liegi, n. 1950)
- Richard A. Colla, regista statunitense (n. 1936 - Beverly Hills, † 2021)
- Richard Dembo, regista e sceneggiatore francese (Parigi, n. 1948 - Neuilly-sur-Seine, † 2004)
- Richard Donner, regista, produttore cinematografico e produttore televisivo statunitense (New York, n. 1930 - Los Angeles, † 2021)
- Richard Eichberg, regista, attore e produttore cinematografico tedesco (Berlino, n. 1888 - Monaco di Baviera, † 1953)
- Richard Elfman, regista, scrittore e attore statunitense (Los Angeles, n. 1949)
- Richard Eyre, regista, sceneggiatore e direttore artistico britannico (Barnstaple, n. 1943)
- Richard Fleischer, regista, sceneggiatore e produttore cinematografico statunitense (New York, n. 1916 - Los Angeles, † 2006)
- Richard Franklin, regista, produttore cinematografico e sceneggiatore australiano (Melbourne, n. 1948 - Melbourne, † 2007)
- Richard Friedenberg, regista, sceneggiatore e produttore cinematografico statunitense (Contea di Westchester)
- Richard Glatzer, regista e sceneggiatore statunitense (Queens, n. 1952 - Los Angeles, † 2015)
- Richard W. Haines, regista, sceneggiatore e attore statunitense (Contea di Westchester, n. 1957)
- Richard T. Heffron, regista, sceneggiatore e attore statunitense (Chicago, n. 1930 - Seattle, † 2007)
- Richard Hobert, regista e sceneggiatore svedese (Kalmar, n. 1951)
- Richard Kern, regista e fotografo statunitense (Roanoke Rapids, n. 1954)
- Richard Kwietniowski, regista e sceneggiatore britannico (Londra, n. 1957)
- Richard Laxton, regista britannico (Londra, n. 1967)
- Richard Leacock, regista britannico (Londra, n. 1921 - Parigi, † 2011)
- Richard Lester, regista statunitense (Filadelfia, n. 1932)
- Richard Linklater, regista, sceneggiatore e produttore cinematografico statunitense (Houston, n. 1960)
- Richard Loncraine, regista britannico (Cheltenham, n. 1946)
- Richard Lowenstein, regista e sceneggiatore australiano (Melbourne, n. 1959)
- Richard Marquand, regista britannico (Cardiff, n. 1937 - Tunbridge Wells, † 1987)
- Richard Moore, regista e direttore della fotografia statunitense (Jacksonville, n. 1925 - Palm Springs, † 2009)
- Richard Oswald, regista, sceneggiatore e produttore cinematografico austriaco (Vienna, n. 1880 - Düsseldorf, † 1963)
- Richard Pearce, regista, sceneggiatore e produttore televisivo statunitense (San Diego, n. 1943)
- Richard Pepin, regista, produttore cinematografico e sceneggiatore canadese (Canada)
- Richard Rich, regista, produttore cinematografico e sceneggiatore statunitense (Long Beach, n. 1951)
- Richard Ridgely, regista, attore e sceneggiatore statunitense (n. 1869 - Long Island, † 1949)
- Rick Rosenthal, regista, sceneggiatore e attore statunitense (New York, n. 1949)
- Richard Rosson, regista e attore statunitense (New York City, n. 1893 - Pacific Palisades, † 1953)
- Richard Rush, regista, produttore cinematografico e sceneggiatore statunitense (New York City, n. 1929 - Los Angeles, † 2021)
- Richard C. Sarafian, regista e attore statunitense (New York, n. 1930 - Santa Monica, † 2013)
- Richard Shepard, regista, sceneggiatore e produttore cinematografico statunitense (New York, n. 1965)
- Richard Smith, regista, sceneggiatore e attore cinematografico statunitense (Cleveland, n. 1886 - Los Angeles, † 1937)
- Richard Stanley, regista e sceneggiatore sudafricano (Fish Hoek, n. 1966)
- Richard Wallace, regista statunitense (Sacramento, n. 1894 - Los Angeles, † 1951)
- Richard Whorf, regista, attore e produttore cinematografico statunitense (Winthrop, n. 1906 - Santa Monica, † 1966)
- Richard Wilson, regista cinematografico, attore e sceneggiatore statunitense (McKeesport, n. 1915 - Santa Monica, † 1991)
- Richard de Aragues, regista britannico

## Registi teatrali(3)
- Richard Jones, regista teatrale britannico (Londra, n. 1953)
- Richard Maltby Jr., regista teatrale, paroliere e sceneggiatore statunitense (Ripon, n. 1937)
- Richard Pearlman, regista teatrale e direttore artistico statunitense (Norwalk, n. 1937 - Chicago, † 2006)

## Religiosi(10)
- Richard Allen, religioso statunitense (Filadelfia, n. 1760 - † 1831)
- Richard Baxter, religioso britannico (Rowton, n. 1615 - Londra, † 1691)
- Richard de Bury, religioso e scrittore inglese (Bury St Edmunds, n. 1287 - Bishop Auckland, † 1345)
- Richard Byfield, religioso inglese (n. 1598 - Mortlake, † 1664)
- Richard Capel, religioso inglese (Gloucester, n. 1586 - Pitchcombe, † 1656)
- Richard Luke Concanen, religioso e vescovo cattolico irlandese (Kilbegnet, n. 1747 - Napoli, † 1810)
- Richard Holdsworth, religioso e teologo inglese (Newcastle upon Tyne, n. 1590 - † 1649)
- Richard Reynolds, religioso e teologo inglese (Devon - Tyburn, † 1535)
- Richard Rolle, religioso e scrittore britannico († 1349)
- Richard de Morins, religioso e storico britannico (Lincolnshire, n. 1161 - Dunstable, † 1242)

## Rugbisti a 13(1)
- Dick Thornett, rugbista a 13, rugbista a 15 e pallanuotista australiano (Sydney, n. 1940 - Sydney, † 2011)

## Rugbisti a 15(23)
- Richard Bands, ex rugbista a 15 sudafricano (Mafeking, n. 1974)
- Richard Cockerill, ex rugbista a 15 e allenatore di rugby a 15 britannico (Rugby, n. 1970)
- Graham Dawe, ex rugbista a 15 e allenatore di rugby a 15 britannico (Tavistock, n. 1959)
- Richard Denhardt, ex rugbista a 15 neozelandese (n. 1967)
- Richard Dourthe, ex rugbista a 15 e allenatore di rugby a 15 francese (Dax, n. 1974)
- Richie Gray, rugbista a 15 britannico (Glasgow, n. 1989)
- Richard Harding, ex rugbista a 15 e imprenditore britannico (Bristol, n. 1953)
- Richard Harry, ex rugbista a 15 australiano (Sydney, n. 1967)
- Richard Hibbard, rugbista a 15 britannico (Neath, n. 1983)
- Richard Hill, ex rugbista a 15 e allenatore di rugby a 15 britannico (Birmingham, n. 1961)
- Richard Hill, ex rugbista a 15 britannico (Dormansland, n. 1973)
- Richard Kahui, rugbista a 15 neozelandese (Tokoroa, n. 1985)
- Richard Loe, ex rugbista a 15 e commentatore televisivo neozelandese (Christchurch, n. 1960)
- Richard Ludwig, rugbista a 15 tedesco (Francoforte sul Meno, n. 1877 - Königstein im Taunus, † 1946)
- Richie McCaw, ex rugbista a 15 neozelandese (Oamaru, n. 1980)
- Richie Mo'unga, rugbista a 15 neozelandese (Christchurch, n. 1994)
- Dicky Owen, rugbista a 15 britannico (Swansea, n. 1876 - Swansea, † 1932)
- Andy Robinson, ex rugbista a 15 e allenatore di rugby a 15 britannico (Taunton, n. 1964)
- Richard Tsimba, rugbista a 15 zimbabwese (Salisbury, n. 1965 - Harare, † 2000)
- Richard Wallace, ex rugbista a 15 e aviatore irlandese (Cork, n. 1968)
- Richard Webster, ex rugbista a 15 gallese (Morriston, n. 1967)
- Richard West, ex rugbista a 15 britannico (Hereford, n. 1971)
- Richard White, rugbista a 15, politico e dirigente sportivo neozelandese (Gisborne, n. 1925 - † 2012)

## Saltatori con gli sci(2)
- Richard Freitag, saltatore con gli sci tedesco (Erlabrunn, n. 1991)
- Richard Schallert, saltatore con gli sci austriaco (Brand, n. 1964)

## Sassofonisti(2)
- Richard Elliot, sassofonista scozzese (Glasgow, n. 1960)
- Dick Heckstall-Smith, sassofonista britannico (Ludlow, n. 1934 - Londra, † 2004)

## Scacchisti(2)
- Richard Réti, scacchista cecoslovacco (Pezinok, n. 1889 - Praga, † 1929)
- Richard Teichmann, scacchista tedesco (Lehnitzsch, n. 1868 - Berlino, † 1925)

## Sceneggiatori(10)
- Richard Curtis, sceneggiatore, produttore televisivo e produttore cinematografico britannico (Wellington, n. 1956)
- Rick Jaffa e Amanda Silver, sceneggiatore e produttore cinematografico statunitense (Contea di Dallas, n. 1956)
- Dick Kinney, sceneggiatore e fumettista statunitense (Utah, n. 1917 - Glendale, † 1985)
- Richard LaGravenese, sceneggiatore e regista statunitense (Brooklyn, n. 1959)
- Richard Levinson, sceneggiatore e produttore televisivo statunitense (Filadelfia, n. 1934 - Los Angeles, † 1987)
- Richard Macaulay, sceneggiatore statunitense (Chicago, n. 1909 - Los Angeles, † 1969)
- Richard Schayer, sceneggiatore statunitense (Washington, n. 1880 - Hollywood, † 1956)
- Richard Schweizer, sceneggiatore svizzero (Zurigo, n. 1899 - Zurigo, † 1965)
- Richard Tuggle, sceneggiatore e regista statunitense (Coral Gables, n. 1948)
- Richard Wenk, sceneggiatore e regista statunitense (Plainfield, n. 1956)

## Scenografi(7)
- Richard Berg, scenografo canadese (Toronto, n. 1961)
- Richard Day, scenografo statunitense (Victoria, n. 1896 - Hollywood, † 1972)
- Richard Hudson, scenografo e costumista zimbabwese (n. 1954)
- Richard Irvine, scenografo statunitense (Salt Lake City, n. 1910 - Los Angeles, † 1976)
- Richard Peduzzi, scenografo, pittore e designer francese (Argentan, n. 1943)
- Richard Pefferle, scenografo statunitense (Sidney, n. 1905 - Los Angeles, † 1969)
- Richard Sylbert, scenografo statunitense (Brooklyn, n. 1928 - Los Angeles, † 2002)

## Schermidori(10)
- Richard Amstad, ex schermidore svizzero
- Richard Breutner, schermidore tedesco (Johannesburg, n. 1979)
- Richard Brünner, schermidore austriaco (n. 1888 - † 1962)
- Richard Hübers, schermidore tedesco (n. 1993)
- Richard Kruse, schermidore britannico (Londra, n. 1983)
- Richard Mohr, schermidore francese (Le Havre, n. 1879 - Cappy, † 1918)
- Richard Schmidt, schermidore tedesco (Tauberbischofsheim, n. 1992)
- Richard Steere, schermidore statunitense (Kansas City, n. 1909 - Lanham, † 2001)
- Richard Verderber, schermidore austriaco (n. 1884 - † 1955)
- Richard Wahl, schermidore tedesco (Francoforte sul Meno, n. 1906 - Francoforte sul Meno, † 1982)

## Sciatori alpini(5)
- Richard Gravier, ex sciatore alpino francese (n. 1974)
- Richard Jany, ex sciatore alpino tedesco (n. 1954)
- Richard Kröll, sciatore alpino austriaco (Finkenberg, n. 1968 - Kaltenbach, † 1996)
- Rip McManus, sciatore alpino statunitense (Boston, n. 1939 - Newton, † 1982)
- Richard Pramotton, ex sciatore alpino italiano (n. 1964)

## Scienziati(1)
- Richard Thomas Lowe, scienziato, botanico e zoologo britannico (n. 1802 - † 1874)

## Scrittori di fantascienza(1)
- Richard C. Meredith, autore di fantascienza statunitense (Alderson, n. 1937 - † 1979)

## Scultori(4)
- Richard Deacon, scultore britannico (n. 1949)
- Richard Reginald Goulden, scultore britannico (Dover, n. 1876 - † 1932)
- Richard Lippold, scultore statunitense (Milwaukee, n. 1915 - Roslyn, † 2002)
- Richard Stankiewicz, scultore statunitense (Filadelfia, n. 1922 - Worthington, † 1983)

## Siepisti(2)
- Richard Mateelong, siepista keniota (Narok, n. 1983)
- Richard Sanford, siepista statunitense (Brooklyn, n. 1877 - Glens Falls, † 1966)

## Slittinisti(1)
- Richard Liversedge, slittinista britannico (Cockermouth, n. 1940 - † 2022)

## Sociologi(2)
- Richard Gelles, sociologo e scrittore statunitense (Newton, n. 1946 - Filadelfia, † 2020)
- Richard Sennett, sociologo, critico letterario e scrittore statunitense (Chicago, n. 1943)

## Sollevatori(2)
- Richard Tkáč, ex sollevatore slovacco (n. 1985)
- Richard Tom, sollevatore cinese (Canton, n. 1920 - ʻĀina Haina, † 2007)

## Statistici(1)
- Richard L. Anderson, statistico statunitense (North Liberty, n. 1915 - Lexington, † 2003)

## Stilisti(1)
- Rick Owens, stilista statunitense (Porterville, n. 1961)

## Storici(13)
- Richard Barber, storico britannico (Great Dunmow, n. 1941)
- Richard Bulliet, storico statunitense (Rockford, n. 1940)
- Richard Carew, storico, traduttore e antiquario inglese (Antony, n. 1555 - Antony, † 1620)
- Richard Carrier, storico e filosofo statunitense (Ontario, n. 1969)
- Richard Cavendish, storico e scrittore britannico (Henley-on-Thames, n. 1930 - † 2016)
- Richard Cobb, storico e saggista britannico (Frinton-on-Sea, n. 1917 - Abingdon-on-Thames, † 1996)
- Richard Hofstadter, storico statunitense (Buffalo, n. 1916 - New York, † 1970)
- Richard Overy, storico britannico (Londra, n. 1947)
- Richard Pipes, storico statunitense (Cieszyn, n. 1923 - Cambridge, † 2018)
- Richard Rhodes, storico, giornalista e scrittore statunitense (Kansas City, n. 1937)
- Richard William Southern, storico e medievista inglese (Newcastle upon Tyne, n. 1912 - Oxford, † 2001)
- Richard Verstegen, storico, incisore e poeta inglese (Londra, n. 1550 - Anversa, † 1640)
- Richard Weikart, storico statunitense (n. 1958)

## Storici dell'arte(1)
- Richard Krautheimer, storico dell'arte e storico dell'architettura tedesco (Fürth, n. 1897 - Roma, † 1994)

## Stuntman(1)
- Richard Brooker, stuntman, regista e attore inglese (Münster, n. 1954 - Londra, † 2013)

## Taekwondoka(1)
- Richard André Ordemann, taekwondoka norvegese (n. 1994)

## Tastieristi(2)
- Rick Wakeman, tastierista e compositore britannico (Perivale, n. 1949)
- Richard West, tastierista, compositore e produttore discografico britannico (Londra, n. 1967)

## Tennisti(13)
- Richard Bloomfield, ex tennista britannico (Norwich, n. 1983)
- Dick Crealy, ex tennista australiano (Sydney, n. 1944)
- Dick Dell, ex tennista statunitense (Washington, n. 1947)
- Richard Fromberg, ex tennista australiano (Ulverstone, n. 1970)
- Richard Gasquet, ex tennista francese (Béziers, n. 1986)
- Richard Lewis, ex tennista britannico (Winchmore Hill, n. 1954)
- Richard Matuszewski, ex tennista statunitense (Newark, n. 1964)
- Rick Meyer, ex tennista statunitense (New York, n. 1955)
- Richard Richardson, tennista britannico (Broughton, n. 1852 - Capenhurst, † 1930)
- Dick Savitt, tennista statunitense (Bayonne, n. 1927 - New York, † 2023)
- Richard Sears, tennista statunitense (Boston, n. 1861 - Boston, † 1943)
- Richard Vogel, ex tennista cecoslovacco (Ostrava, n. 1964)
- Richard Norris Williams, tennista statunitense (Ginevra, n. 1891 - Filadelfia, † 1968)

## Tenori(6)
- Richard Cassilly, tenore statunitense (Washington, n. 1927 - Boston, † 1998)
- Richard Croft, tenore statunitense (Cooperstown, n. 1959)
- Richard Leech, tenore statunitense (Contea di Broome, n. 1957)
- Richard Margison, tenore canadese (Victoria, n. 1953)
- Richard Tauber, tenore austriaco (Linz, n. 1891 - Londra, † 1948)
- Richard Tucker, tenore statunitense (New York, n. 1913 - Kalamazoo, † 1975)

## Teologi(7)
- Richard Bristow, teologo britannico (Worcester, n. 1538 - Harrow on the Hill, † 1581)
- Richard Hays, teologo, biblista e predicatore statunitense (Oklahoma City, n. 1948 - Nashville, † 2025)
- Richard Hooker, teologo e presbitero inglese (Heavitree, n. 1554 - Bishopsbourne, † 1600)
- Richard Middleton, teologo inglese (n. 1249 - † 1302)
- Richard Simon, teologo e biblista francese (Dieppe, n. 1638 - Dieppe, † 1712)
- Richard Taverner, teologo inglese (Brisley, n. 1505 - Oxford, † 1575)
- Richard Otto Zöpffel, teologo tedesco (Arensburg, n. 1843 - Strasburgo, † 1891)

## Tipografi(2)
- Richard Field, tipografo e editore inglese (Stratford-upon-Avon, n. 1561 - Londra, † 1624)
- Richard Pynson, tipografo tedesco (Normandia, n. 1449 - † 1529)

## Tiratori a segno(1)
- Richard Faulds, tiratore a segno britannico (Guildford, n. 1977)

## Triatleti(2)
- Richard Stannard, triatleta britannico (n. 1974)
- Richard Varga, triatleta slovacco (Bratislava, n. 1989)

## Trombettisti(1)
- Blue Mitchell, trombettista statunitense (Miami, n. 1930 - Los Angeles, † 1979)

## Trombonisti(1)
- Dick Nash, trombonista statunitense (Boston, n. 1928)

## Truccatori(2)
- Rick Baker, truccatore e effettista statunitense (Binghamton, n. 1950)
- Dick Smith, truccatore statunitense (Larchmont, n. 1922 - Los Angeles, † 2014)

## Tuffatori(3)
- Richard Connor, tuffatore statunitense (Pueblo, n. 1934 - † 2019)
- Richard Degener, tuffatore statunitense (Detroit, n. 1912 - Grand Rapids, † 1995)
- Richard Rydze, tuffatore statunitense (Pittsburgh, n. 1950 - Pittsburgh, † 2023)

## Velocisti(9)
- Richard Buck, velocista britannico (n. 1986)
- Richard Corts, velocista tedesco (Remscheid, n. 1905 - Remscheid, † 1974)
- Kevan Gosper, velocista australiano (Newcastle, n. 1933 - Newcastle, † 2024)
- Richard Kilty, ex velocista britannico (Stockton-on-Tees, n. 1989)
- Richard Krebs, velocista tedesco (Amburgo, n. 1906 - Amburgo, † 1996)
- Rick Mitchell, velocista australiano (Sydney, n. 1955 - Brisbane, † 2021)
- Dick Ripley, velocista britannico (Ormesby, n. 1901 - Hartlepool, † 1996)
- Richard Stebbins, ex velocista statunitense (Los Angeles, n. 1945)
- Richard Thompson, velocista trinidadiano (Cascade, n. 1985)

## Vescovi(1)
- Richard Williamson, vescovo britannico (Londra, n. 1940 - Margate, † 2025)

## Vescovi anglicani(2)
- Richard Hurd, vescovo anglicano e critico letterario britannico (Congreve, n. 1720 - Hartlebury Castle, † 1808)
- Richard Pococke, vescovo anglicano, viaggiatore e antropologo inglese (Southampton, n. 1704 - Tullamore, † 1765)

## Vescovi cattolici(10)
- Richard Challoner, vescovo cattolico, scrittore e insegnante inglese (Lewes, n. 1691 - Londra, † 1781)
- Richard FitzNeal, vescovo cattolico e economista inglese (n. 1130 - † 1198)
- Richard Foxe, vescovo cattolico britannico (Ropsley - Castello di Wolvesey, † 1528)
- Richard Gilmour, vescovo cattolico scozzese (Dumbarton, n. 1824 - St. Augustine, † 1891)
- Richard Gerard Lennon, vescovo cattolico statunitense (Arlington, n. 1947 - Brecksville, † 2019)
- Richard Joseph Malone, vescovo cattolico statunitense (Salem, n. 1946)
- Richard Edmund Pates, vescovo cattolico statunitense (Saint Paul, n. 1943)
- Richard Poore, vescovo cattolico britannico (Tarrant Keyneston, † 1237)
- Richard Francis Reidy, vescovo cattolico statunitense (Worcester, n. 1958)
- Richard Frank Stika, vescovo cattolico statunitense (Saint Louis, n. 1957)

## Veterinari(1)
- Richard Linnehan, veterinario e astronauta statunitense (Lowell, n. 1957)

## Violinisti(1)
- Richard Greene, violinista statunitense (Los Angeles, n. 1942)

## Wrestler(15)
- Dick Beyer, wrestler statunitense (Buffalo, n. 1930 - Akron, † 2019)
- Black Bart, wrestler statunitense (Texarkana, n. 1948 - Fayetteville, † 2025)
- Rick Bognar, wrestler canadese (Surrey, n. 1970 - Calgary, † 2019)
- Ric Flair, ex wrestler statunitense (Memphis, n. 1949)
- Rick Fuller, wrestler statunitense (Middleborough, n. 1969)
- Ladybeard, wrestler, stuntman e cantante australiano (Adelaide, n. 1983)
- Rick Martel, ex wrestler canadese (Québec, n. 1956)
- Ricky Morton, wrestler statunitense (Nashville, n. 1956)
- Rick Rude, wrestler statunitense (St. Peter, n. 1958 - Alpharetta, † 1999)
- Ricky Starks, wrestler statunitense (New Orleans, n. 1990)
- Richie Steamboat, ex wrestler statunitense (Charlotte, n. 1987)
- Ricky Steamboat, ex wrestler statunitense (West Point, n. 1953)
- Rich Swann, wrestler statunitense (Baltimora, n. 1991)
- Dick Slater, wrestler statunitense (Tampa, n. 1951 - † 2018)
- The Renegade, wrestler statunitense (Marietta, n. 1965 - Atlanta, † 1999)

## Zoologi(5)
- Richard Archbold, zoologo e esploratore statunitense (New York, n. 1907 - Venus, † 1976)
- Richard Böhm, zoologo e esploratore tedesco (Berlino, n. 1854 - Katapana, Katanga, † 1884)
- Richard Hesse, zoologo tedesco (Nordhausen, n. 1868 - Berlino, † 1944)
- Richard Bowdler Sharpe, zoologo e biologo inglese (Londra, n. 1847 - Londra, † 1909)
- Richard Wainwright Thorington, zoologo statunitense (Filadelfia, n. 1937 - Bethesda, † 2017)

## Senza attività specificata(21)
- Richard Adama, ex ballerino e coreografo statunitense (Long Beach, n. 1928)
- Richard L. Anderson, tecnico del suono statunitense
- Richard Baneham, effettista e animatore irlandese (Tallaght, n. 1974)
- Richard Brewer, pistolero e avvocato statunitense (Saint Albans, n. 1850 - Contea di Lincoln, † 1878)
- Richard Chapman, carpentiere inglese (n. 1520 - † 1592)
- Richard Edlund, effettista statunitense (Fargo, n. 1940)
- Richard Gay, ex sciatore freestyle francese (n. 1971)
- Richard Hall, ufologo statunitense (Hartford, n. 1930 - Brentwood, † 2009)
- Lyn Jones, allenatore di rugby a 15 e ex rugbista a 15 gallese (Cwmafan, n. 1964)
- Richard King, tecnico del suono statunitense (Tampa, n. 1940)
- Richard McKinney, ex arciere statunitense (Decatur, n. 1953)
- Richard Phelps, ex pentatleta britannico (Gloucester, n. 1961)
- Richard Phillips, comandante marittimo e scrittore statunitense (Winchester, n. 1955)
- Richard Priestman, ex arciere britannico (Liverpool, n. 1955)
- Richard Richardsson, ex snowboarder svedese (Östersund, n. 1974)
- Richard Taylor, effettista, truccatore e costumista neozelandese (Cheadle, n. 1965)
- Richard Wigglesworth, allenatore di rugby a 15 e rugbista a 15 inglese (Blackpool, n. 1983)
- Richard Wilhelm, sinologo, teologo e missionario tedesco (Stoccarda, n. 1873 - Tubinga, † 1930)
- Richard Wilkinson, epidemiologo, sociologo e saggista inglese (n. 1943)
- Richard de Bures, cavaliere medievale francese († 1247)
- Richard le Breton, cavaliere medievale e nobile normanno